# صنعت خودروسازی ایران

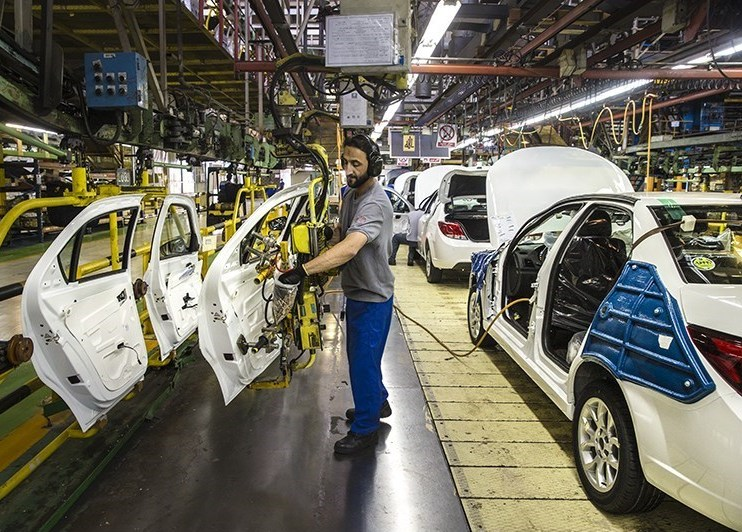
خط مونتاژ شرکت خودروسازی ایران خودرو، بزرگ‌ترین شرکت خودروسازی در خاورمیانه

صنعت خودروسازی ایران پس از صنعت نفت، بزرگ‌ترین صنعت ایران است که ۱۰ درصد تولید ناخالص داخلی ایران و ۴ درصد نیروی کار (۷۰۰ هزار نفر) را به خود اختصاص داده است.
ایران صنعت خودروسازی قابل توجهی را با تولید سالانه تا ۱۵۰ هزار دستگاه خودرو در حکومت محمدرضا شاه پهلوی توسعه داد؛ اما پس از انقلاب ۱۳۵۷، به دلیل جنگ ایران و عراق و تحریم‌های بین‌المللی تولید به شدت کاهش یافت. از اوایل دهه ۲۰۰۰، تولید خودرو در ایران رشد چشمگیری داشته است. تولید انواع خودرو سواری و تجاری در ایران در سال ۱۳۸۴ از مرز یک میلیون دستگاه عبور کرد. ایران در سال ۲۰۰۹ در رتبه پنجم رشد تولید خودرو، پس از چین، تایوان، رومانی و هند قرار گرفت. بر اساس آمار OICA، تولید در سال ۲۰۱۳ به‌طور چشمگیری کاهش یافت و به کمتر از ۷۵۰ هزار دستگاه خودرو و انواع وسایل نقلیه تجاری رسید.
تا سال ۲۰۰۱، ۱۳ خودروساز دولتی و خصوصی در ایران وجود داشت که دو شرکت ایران خودرو و سایپا ۹۴ درصد از کل تولید داخلی را به خود اختصاص دادند. ایران خودرو که زمانی رایج‌ترین خودرو در کشور را تولید می‌کرد - پیکان که در سال ۲۰۰۵ با سمند جایگزین شد - با ۶۱ درصد سهم بازار در سال ۲۰۰۱ بزرگ‌تر بود، در حالی که سایپا ۳۳ درصد از کل تولید ایران را در همان سال به خود اختصاص داد. تولیدکنندگان ایرانی در حال حاضر انواع مختلفی از وسایل نقلیه از جمله خودروهای سواری، دو دیفرانسیل، کامیون، اتوبوس، مینی بوس و وانت را تولید می‌کنند. این بخش به‌طور مستقیم حدود ۵۰۰ هزار نفر (تقریباً ۲٫۳٪ از نیروی کار) و بسیاری دیگر را در صنایع مرتبط استخدام می‌کند. حدود ۷۵ درصد از تولیدات داخلی را خودروهای سواری تشکیل می‌دهند، و وانت‌ها بزرگ‌ترین دسته بعدی هستند که حدود ۱۵ درصد را تشکیل می‌دهند.
پیش از آغاز طرح هدفمندی یارانه‌ها، صنعت نساجی بزرگ‌ترین صنعت ایران پس از صنعت نفت بود که در جایگاه ده کشور برتر جهان قرار داشت اما پس از نابودی صنایع نساجی ایران در اثر هدفمندی یارانه‌ها و عدم نوسازی ماشین‌آلات؛ ایران در این صنعت به جایگاه شصتم جهانی نزول کرد و نساجی جایگاه دوم را به صنعت خودروسازی داد.

## تاریخچه

### سال‌های اولیه

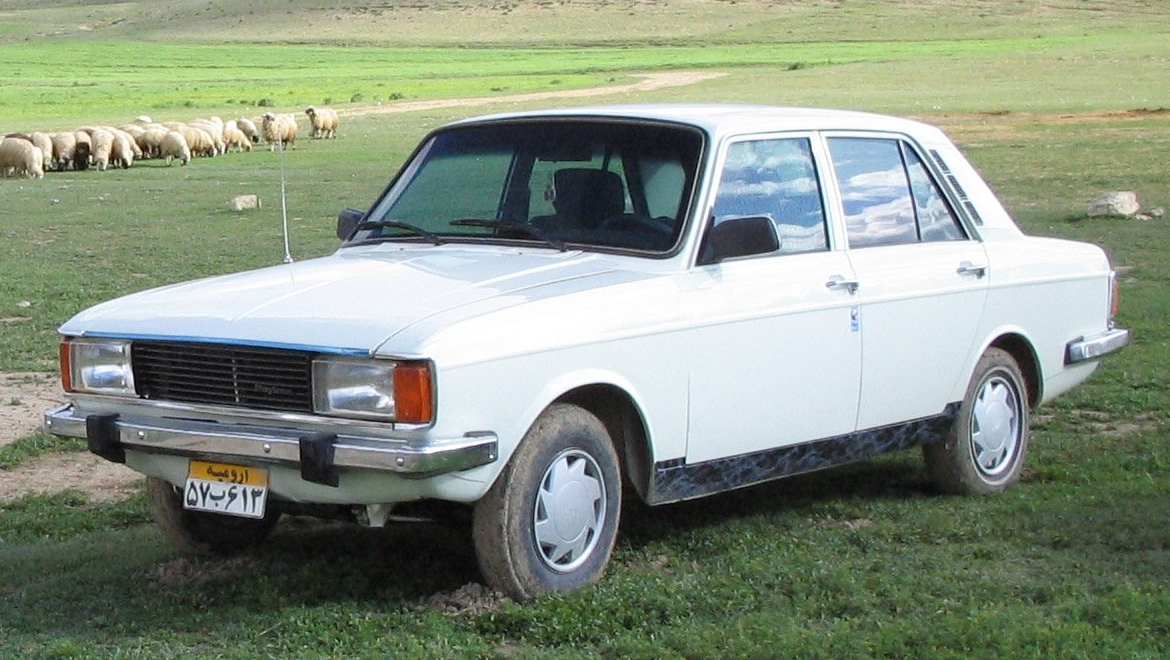
پیکان اولین خودروی همه‌گیر تولید ایران بود. در ابتدا هدف عرضه آن ارائه خودرویی گران‌تر از ژیان و ارزان‌تر از خودروهای آمریکایی بود. تا پیش از عرضه پراید پیکان پرفروش‌ترین محصول ایران بود. تولید پیکان در سال ۱۳۸۳ متوقف شد و در اردیبهشت سال ۱۳۸۴ ایران خودرو با این خودرو خداحافظی کرد.

اولین شرکت تولیدکننده خودرو که فیات ایران بود در سال ۱۳۳۲ تأسیس شد ولی تولید اولین محصولات این شرکت که فیات ۱۱۰۰ نام داشت در سال ۱۳۳۹ انجام شد و عملاً شرکت جیپ ایران (پارس خودرو) که در سال ۱۳۳۶ تأسیس شده بود در سال ۱۳۳۸ اولین خودروی تولیدشده در ایران را که جیپ شش سیلندر کالسکه‌ای بود تولید کرد. در سال بعد اولین فیات‌های ایرانی تولید شدند. در سال ۱۳۳۸ شرکت تولید خودروی ایران (مرتب خودرو) تأسیس شد. این شرکت هم در سال ۱۳۴۲ اولین محصولات خود را که انواع مدل‌های لندروور بود تولید می‌کرد. در سال ۱۳۴۱ ایران ناسیونال (ایران خودرو) توسط برادران خیامی تأسیس و در سال ۱۳۴۵ اولین خودروی همه‌گیر تولید داخل یعنی پیکان تولید شد و شرکت سیتروئن ایران (سایپا) در سال ۱۳۴۷ تاسیس شد که اولین خودروی تولیدی آن ژیان بود.
علینقی عالیخانی، وزیر اقتصاد طی سال‌های ۱۳۴۱ تا ۱۳۴۸ در خاطراتش آورده است: «مثلاً اتومبیل، برای اینکه ممنوع کردن ورود اتومبیل در عمل باعث آن چیزی شده بود که به نام مونتاژ اتومبیل در ایران انجام می‌دادند. تمام قطعات را از بیرون وارد می‌کردند و همان ارز اتومبیل و شاید بیشتر هم خرج می‌شد و عده به‌خصوصی بدون هیچ جهتی پولدار می‌شدند. بدون اینکه در داخل کشور یک کار درست و حسابی انجام بدهند. مونتاژی که به آن صورت وجود داشت یکی از بلاهای کشور بود… بدون اینکه ارزش افزوده‌ای در داخل کشور به‌دست بیاید یک چیزهایی را بردارند و بیاورند؛ مثلاً فیات را در ایران مونتاژ می‌کردند و علامت ساخت ایران هم پشتش بود، ولی حتی این علامت «ساخت ایران» را هم در ایتالیا ساخته و آورده بودند!»
در سال ۴۷ بیش از ۱۲ هزار دستگاه پیکان در ایران ساخته شد در حالی که تیراژ تولید بقیه خودروهای ذکر شده حداکثر از ۲۰۰۰ دستگاه تجاوز نمی‌کرد. این روند همچنان ادامه داشت تا سال ۵۱ حدود ۱۲۰ هزار دستگاه پیکان ساخت ایران در خیابان‌های تهران و دیگر شهرستان‌ها تردد می‌کردند. این تعداد در سال ۵۷ و پیش از انقلاب اسلامی با رشد نسبتاً زیادی به بیش از ۴۳۲ هزار دستگاه در سال ۵۷ رسید.

### ۱۳۵۷–۱۳۸۰
با وقوع انقلاب و در پی آن، جنگ با عراق، بسیاری از شرکت‌های فروش خودرو نمایندگی‌های خود را در ایران تعطیل کردند. شرکت‌های بزرگی چون ایران خودرو ملی شدند و واردات خودرو متوقف شد. با آغاز جنگ، تمام امکانات کشور در خدمت جنگ درآمد و از جمله، تولید خودرو به شدت کاهش یافت. در سال‌های جنگ، دولت به صورت محدود امکاناتی را برای ساخت اتوبوس و خودروهای سنگین فراهم کرد. از جمله، در سال ۱۳۶۴، شرکت ژاپنی نیسان، با همکاری شرکت پارس خودرو، تولید پاترول را در ایران آغاز کرد. تا سال ۱۳۶۷، به جز چند مدل خودرو خارجی وارداتی، که عمدتاً به وسیله دانشجویان ایرانی از خارج وارد می‌شد، خودروی دیگری در ایران تولید و عرضه نشد.
در اوایل دهه ۱۳۷۰، تغییراتی در بخش خودرو بروز کرد و شرکت‌های ایران خودرو و سایپا به مونتاژ مدل پژو ۴۰۵ ساخت فرانسه و پراید ساخت کره جنوبی پرداختند. در همین زمان، دولت برای تشویق سرمایه گذاران بخش خصوصی، به شرکتها اجازه داد ۵ تا ۱۰ هزار دستگاه خودرو به صورت قطعات بزرگ وارد و در داخل مونتاژ کنند و بعد از آن به تولید همان خودروها بپردازند. این تلاش دولت برای جلب همکاری بخش خصوصی ناکام ماند. تنها شرکتی که از این راه وارد عرصه خودرو سازی کشور شد، شرکت کرمان خودرو بود. در اواسط دهه ۱۳۷۰ دولت، چاره دیگری اندیشید و زمینه تولید قطعات خودرو را در داخل بنیاد نهاد. شرکت‌های سایپا و ایران خودرو به سازمان دادن شرکتهای مادر در زمینه قطعه سازی پرداختند. سایپا شرکت سازه گستر را پی نهاد و ایران خودرو به ایجاد ساپکو مبادرت ورزید. این دو شرکت هزاران قطعه ساز را گرد هم آورند تا بتوانند آنچه را در سر دارند عملی کنند.
در سال ۷۳ که خودروی پراید در ایران با تیراژ حدود ۱۵۰۰ دستگاه تولید شد حدود ۲۴ هزار دستگاه پیکان ایران به بازار عرضه شد. سال بعد به واسطه استقبال بالایی که از خودروی کره‌ای پراید شد در سال ۷۵ و همزمان با حضور یک خودروساز کره‌ای دیگر در ایران یعنی دوو حدود ۲۳ هزار دستگاه پراید در ایران تولید شد در همان زمان پیکان همچنان با تولید ۷۷ هزار دستگاه در سال به رکورد پیش از انقلاب خود نزدیک می‌شد. بالاخره این رکورد پس از ۲۲ سال و با رسیدن به تیراژ ۱۱۰ هزار دستگاه پیکان در سال ۷۹ شکسته شد. در همین زمان مسئولان وزارت صنایع درصدد بودند تا خودرویی هم قیمت پیکان تولید کنند. این پروژه با ۴۰۰ میلیارد تومان سرمایه‌گذاری در سال ۷۹ با تولید ۲۶ دستگاه سمند به سرانجام رسید اما نکته این بود که مسئولان ایران خودرو نتوانستند هزینه‌ها را درست مدیریت کنند و قیمت تمام شده آن بسیار بالاتر از حد انتظار بود. از سوی دیگر این خودرو در اولین سال‌های ساختش عیوب فراوانی داشت که بعدها منوچهر منطقی ضمن دادن وعده ساخت مدل بهینه آن در مهرماه ۸۵ وجود بخشی از این عیوب را تأیید کرد «طراحی بدنه خودرو سمند با استفاده از مهندسی معکوس انجام شد و به همین دلیل، برخی اشکالات در طراحی آن وجود داشت. اما مدل بهینه شده سمند که ۱۷ مورد اشکال اساسی و ۴۷ مورد اشکال جزئی آن برطرف شده». در سال ۷۹ حدود ۱۵ هزار پژو ۴۰۵، ۱۱ هزار سمند، ۶۷ هزار پراید، شش هزار دوو، چهار هزار ماتیز و پانصد مزدا تولید شد. سال پس از آن هم دومین محصول پژو یعنی ۲۰۶ به بازار کشورمان آمد. به واقع سال ۷۹ و سال پس از آن آغاز شکوفایی صنعت خودروی ایران و پرحاشیه و پرخبر شدن آن بود.

### ۱۳۸۰–اکنون

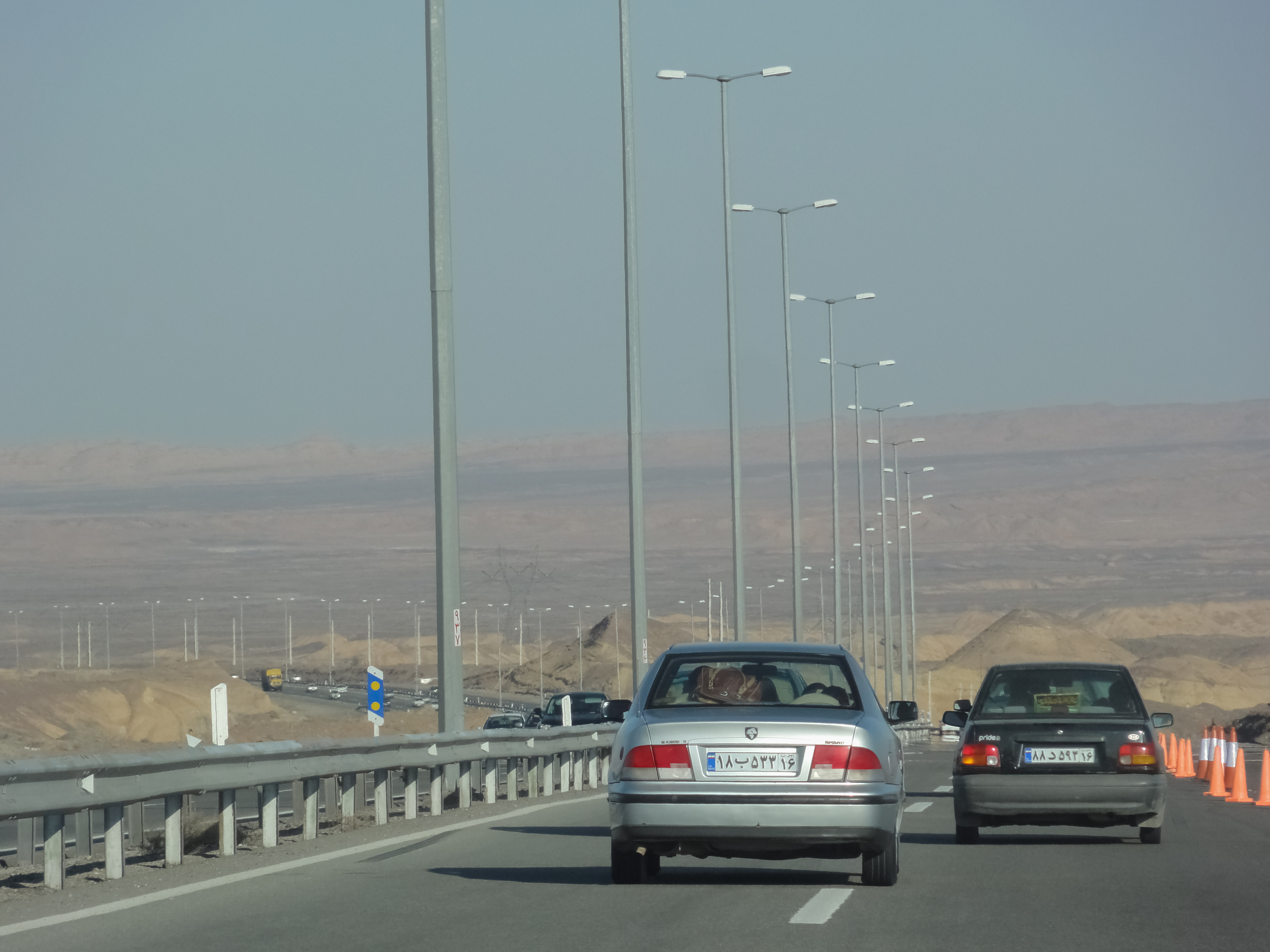
سمند X7 (معمولی) و پراید صبا تولید ایران، در حال تردد در آزادراه خلیج فارس در حال تردد (اسفند ۱۳۸۹)

در سال ۸۰ خط تولید خودروی سمند توسط سید محمد خاتمی و با حاشیه‌های بسیار افتتاح شد. پیش از آن نیز وزارت صنایع بیاینه‌ای را در رابطه با تولید آن در ۱۳/۱۱/۸۵ صادر کرد «خودرو سمند اولین خودرو ایرانی است که همه مراحل مهندسی ساخت و تولید آن را مدیران و کارشناسان ایرانی مدیریت و اجرا کرده‌اند. مالکیت معنوی خودروی سمند و همه حقوق آن متعلق به ایران است و اختیار هرگونه تغییر بهبود و تبدیل مدل‌های جدید در انحصار شرکت ایران خودرو است.» خاتمی به دلیل استفاده نکردن از لفظ خودروی ملی از سوی منتقدان مورد حمله قرار گرفت. از سوی دیگر هیچ‌یک از ۲۳عضو وزارت صنایع و معادن در مراسم افتتاح سمند شرکت نکردند و فقط تابش و خالقی که از اعضای هیئت رئیسه مجلس بودند در آن جلسه شرکت داشتند.

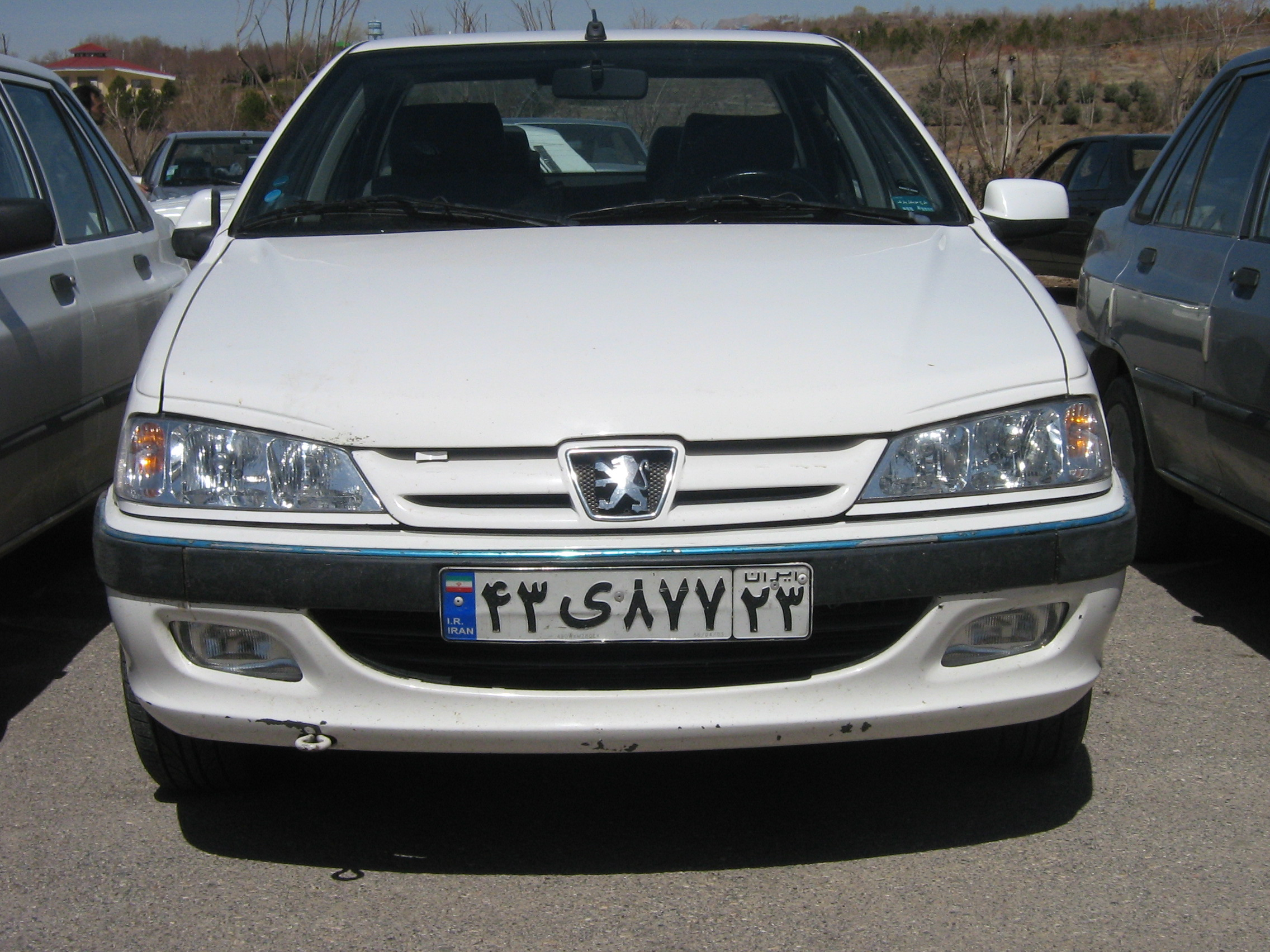
پژو پارس محصول مشترک شرکت‌های ایران خودرو و پژو بود. این خودرو که درزمان عرضه خودرویی لوکس محسوب می‌گردید بر روی پلت فرم پژو ۴۰۵ بود و در طراحی آن از پژو ۴۰۶ الهام گرفته شده بود. در سال ۱۳۹۳ ایران خودرو ۱۳۸٬۲۴۹ دستگاه پژو پارس تولید کرد که بیش از ۱۵ درصد تولیدات این شرکت در آن سال را تشکیل می‌داد و استقبال بسیاری از آن شد.

به هر حال محصولات متنوع و افزایش چشمگیر تیراژ خودروهای ساخت داخل از آغاز فصلی نو در خودروسازی کشور خبر می‌داد. این روند به‌طور مرتب ادامه داشت به گونه‌ای که سال ۸۱ در مجموع بیش از ۴۶۳ هزار دستگاه خودروی سواری در ایران تولید شد و با رشد ۴۲ درصدی به ۶۶۰ هزار دستگاه سواری در سال ۸۲ رسید. در همین سال حدود ۱۴۵ هزار دستگاه پیکان و ۲۰۹ هزار دستگاه پراید در ایران تولید شد. این مقدار کمتراز نصف کل تولید خودروی سواری در ایران بود؛ البته بنا بر اظهارات غروی مدیرعامل وقت در زمان افتتاح خط تولید قرار بود در سال ۸۲ تیراژ تولید سمند به ۱۰۰ هزار دستگاه برسد. این درحالی است که در این سال تنها ۵۸ هزار سمند تولید شد. سال بعد سایپا توانست با تولید ۲۰۹ هزار دستگاه پراید از پیکانی که در حدود همان تیراژ پیشین باقی مانده بود پیشی بگیرد. این روند با تولید ۲۵۰ هزار دستگاه پراید در سال ۸۳ در برابر تولید ۱۵۶ هزار دستگاه پیکان ادامه پیدا کرد. در همین سال۷۰هزار دستگاه سمند، ۸۰ هزار دستگاه پژو۲۰۶ ،۱۳۶ هزار پژو ۴۰۵ و ۷۰ هزار دستگاه پژو آر-دی توسط ایران خودرو به بازار عرض شد و رقیب نیز با تولید دو هزار دستگاه ماکسیما، ۱۲ هزار دستگاه زانتیا و ۱۱ هزار دستگاه پی‌کی به مجموع تولیدات ایران اضافه کرد.
در اواخر سال ۷۹ وزیر صنایع و معادن جدید، جهانگیری- وزیر وقت صنایع و معادن-، ویسه - رئیس وقت سازمان گسترش و نوسازی صنایع ایران-، غروی- مدیرعامل وقت ایران خودرو- و بالاخره اعضای کمیسیون صنایع مجلس همه برای خروج پیکان متفق‌القول بودند. سخت‌گیری‌های سازمان محیط زیست باعث شد تا بر سر توقف تولید پیکان در پایان سال ۸۳ به توافق برسند. از طرف دیگر ایران‌خودرو قراردادی با وزارت نفت بست تا اولا کمک مالی به خاطر توقف تولید پیکان بگیرد و ثانیاً به‌ازای هر دستگاه تولید خودروی دوگانه سوز شده مبلغی نیز دریافت کند. پور مجیب مدیرعامل وقت ساپکو در این رابطه و به تلویح چنین گفته بود «با توقف تولید پیکان ما ۱۵۰ هزار دستگاه خودور تولید نخواهیم کردو به بیانی دیگر ۱۵۰ هزار مشتری خود را از دست می‌دهیم. شرکت ایران خودرو در برابر بازار به نوعی خلع سلاح خواهد شد» اما جهانگیری مسئولیت این کار را پذیرفت و در مصاحبه‌ای اعلام کرد: «بنده به عنوان وزیر صنایع و معادن شخصاً به محیط زیست نوشتم که تولید پیکان متوقف شود.» جهانگیری در جواب منتقدان، تکنولوژی قدیمی پیکان را هم به رخ آن‌ها کشید. «شما می‌دانید من هم می‌دانم که تکنولوژی پیکان متعلق به ۴۰ سال پیش است چه انتظاری داریم از مدیرانی که با تکنولوژی ۴۰ سال پیش تولید می‌کنند؟ و بعد بیاییم و بگوییم کیفیت آن خوب است یا خوب نیست.»
بالاخره با کنار گذاشته شدن ملاحظات و همکاری ایران خودرو پرونده تولید پیکان در سال ۸۴ بسته شد و آخرین پیکان را به موزه سپردند تا یاد آن از میان نرود. اگر چه موتور این خودرو که با تکنولوژی ۴۰ سال پیش تولید می‌شد همچنان در آر-دی و پیکان وانت نهان شده و در خیابان‌ها جولان می‌داد. همزمان و پس از همه کشمکش‌هایی که بر سر حذف پیکان از چرخه تولید ایران خودرو ایجاد شد، کسانی که به نوعی در این کار دخیل بودند از تولید یک خودروی جایگزین هم قیمت و شبیه به پیکان خبر می‌دادند. در همین زمینه اسحاق جهانگیری در یک گفتگوی خبری ضمن اشاره به نقش پررنگ خود در حذف پیکان چنین می‌گوید" "من از مدیران بنگاه (ایران خودرو) خواستم، گفتم یک برنامه دو، سه ساله به من بدهید که این تولیدتان (پیکان) با تولید دیگری جایگزین شود." او در همان مصاحبه سال ۸۱ خود روزنامه ایران هم گفته بود" ما باید همزمان با این‌که می‌خواهیم پیکان را حذف کنیم برای تولید خودرویی با همین تیراژ در حد قیمت ۶ میلیون تومان فکری کرده باشیم"
البدوی نیز در سال ۸۱ و با جدی شدن بحث انتخاب جایگزینی برای پیکان به تولید خودروی پیکا اشاره کرده بود. در همان سال اسماعیلی هم پژو ۲۰۶ صندوقدار با قیمت شش هزار دلار را به عنوان جایگزین پیکان معرفی کرد. در همین زمینه مسئولان ایران خودرو از تولید خودرویی با نام ان-پی (نیو پیکان) خبر داده و قیمت آن را حدود ۸ میلیون تومان برآورد می‌کردند. بنا بر اظهارات مسئولان این شرکت در سال ۸۴ نیو پیکان قرار بود با طراحی بدنه بر روی پلت فرم پژو ۲۰۶ و با موتور ملی ۱۴۰۰ سی‌سی در آخر سال ۸۶ وارد بازار شود. با این حال پژو با انجام این طرح مخالفت کرد و نهایتاً قبول کرد پروژه ۲۰۶ صندوق‌دار در ایران اجرا شود. عدم موفقیت در جایگزین کردن یک خودروی ارزان به جای پیکان توسط ایران خودرو برای این شرکت به یک مسئله بغرنج مبدل و برای دستیابی به این هدف پروژه تولید خودروهای ارزان قیمت را دنبال کرد. یکی از کارهایی که توسط مدیران این پروژه صورت گرفت قراردادی بود که با شرکتی چینی منعقد شد. بنا بر مفاد این قرارداد قرار است دو مدل خودرو چینی شرکت چری با نام‌های کیو-کیو ۶ و کووین با قیمت‌هایی در حدود ۶ و ۹ میلیون تومان قرار بود از سال ۱۳۸۶ در ایران‌خودرو تولید شود. در آن زمان اعلام شد برای تولید کیو-کیو ۶ به منظور رقابت با پراید ۳۷۰ میلیون دلار سرمایه‌گذاری انجام خواهد شد. تولید این خودرو قرار بود از اوایل سال ۸۶ با تیراژ اولیه ۲۰ هزار دستگاه آغاز شود و ظرف سه سال تیراژش به ۱۰۰ هزار دستگاه برسد. این پروژه که با مخالفت وزیر صنایع مواجه شد در نهایت به نتیجه دلخواه نرسید و پراید حاکم بلامنازع بازار خودروهای ارزان‌قیمت شد. با این وجود، همیشه نسبت به ایمنی این خودرو انتقادهای زیادی می‌شد.
مسئولین وزارت صنایع دولت خاتمی امضای قرارداد ال-۹۰ را برگی زرین در کارنامه خویش قلمداد می‌کردند و به گفته آن‌ها پروژه ال۹۰ بزرگ‌ترین سرمایه‌گذاری خارجی صنعت ایران پس از انقلاب است. ارزش کل سرمایه‌گذاری در دو فاز ۵/۱ میلیارد دلار پیش‌بینی شده که فاز نخست آن ۷۵۰ میلیون دلار ارزش دارد و بر این اساس قرار بود تولید ال۹۰ با ساخت داخل حداقل ۵۰ درصد طی ۳ سال به ۸۰ درصد برسد. به هر حال، آن‌ها سعی می‌کردند هر مانعی که ممکن بود تولید این خودرو را با اشکال مواجه کند را از میان بردارند. یکی از مهم‌ترین موانع را مرکز پژوهش‌های مجلس و با فرماندهی احمد توکلی برای آن‌ها ایجاد کرد. با آمدن دولت احمدی‌نژاد بر سر کار و قوام نسبی دولت او علیرضا طهماسبی دستور توقف تولید ال۹۰ را داد. مصطفی سیدهاشمی رئیس کمیسیون صنایع و معادن مجلس شورای اسلامی اولین کسی بود که روز سه شنبه ۲۹ فروردین ۱۳۸۵ در گفت وگو با خبرگزاری فارس از توقف تولید ال۹۰ خبرداده بود. به گفته او «وزیر صنایع طی نامه ای به شرکت پارس خودرو و ایران خودرو دستور توقف ال۹۰ را صادر کرده است. وزیر صنایع در این نامه اعلام کرده در جهت تحقق مفاد قرارداد از طرف کشور خارجی این پروژه متوقف شود». اندکی از پخش این خبر نگذشته بود که مدیرکل روابط عمومی وزارت صنایع که تنها یک روز از آغاز کارش می‌گذشت این خبر را تأیید کرد و گفت که دستور توقف پروژه ال۹۰ از سوی وزیر صنایع و معادن صادر شده و تا زمانی که شرکت رنو نظرات این وزارتخانه در مورد پروژه ال۹۰ را تأمین نکند اجرای این پروژه همچنان متوقف خواهد بود و اجرایی شدن این قرارداد منوط به تأمین خواسته‌ها و شروط ایران است. روابط عمومی شرکت رنوپارس درخصوص توقف این پروژه اعلام کرد که شرکت رنو سه مورد از چهار مورد اصلاحات موردنظر ایران در پروژه ال ۹۰ را اعمال کرده و در مورد محور چهارم نیز که به بخش صادراتی این پروژه مربوط می‌شود، مذاکرات در جریان است؛ در همین حال خبرگزاری ایسنا در گزارش روز چهارشنبه خود راجع به توقف ال۹۰ از وجود نامه ای خبر داد که وزیر صنایع و معادن به رئیس سازمان گسترش و نوسازی صنایع ایران فرستاده بود تا پروژه ال۹۰ را متوقف کند. ایسنا در ادامه دلیل استعفای دانش فهیم از ریاست هیئت مدیره رنوپارس را همین دستور اعلام نمود و البته این استعفا از سوی وزیر پذیرفته شده بود.
یکی دیگر از محصولات رنو که پرفروش‌ترین خودروی اروپا در ۲۰۰۵ شده بود با تصمیم مدیران پارس خودرو به جمع دیگر تولیدات این شرکت اضافه شد. طبق روند تولید بسیاری دیگر از خودروها ابتدا به ساکن حضور مگان در ایران با واردات آن آغاز شد. هنوز چند روزی از آغاز این پروژه نگذشته بود که به یکباره وزارت صنایع اعلام کرد واردات این خودرو متوقف شده است. مدیرکل امور بین المل وزارت صنایع دلیل این توقف را عدم وجود خدمات پس از فروش مناسب این خودرو در ایران اعلام کرد. اما پس از چندی معلوم شد مگان‌های وارداتی که در ترکیه تولید می‌شدند به واسطه شدت عمل این کشور در جلوگیری از واردات سمند به گروگان درآمدند تا ترکیه نیز سمند را به رسمیت بشناسد و حضور آن در ترکیه را با مشکل مواجه نکند.
شورای سیاستگذاری خودرو در فرودین ۱۳۸۷ توسط علی اکبر محرابیان وزیر صنایع وقت ایران راه اندازی گردید. سابقه این شورا به ۱۳ سال پیش و دوران وزارت هادی نژادحسینیان برمی‌گشت. در آن دوره به پیشنهاد وی، ستادی برای سیاست گذاری در سطح کلان صنعت خودروی ایران تشکیل شد که اعضای نسبتاً زیادی نیز از نهادهای مرتبط عضو ستاد مذکور بوده و در تصمیم‌گیری‌ها و مصوبات آن، نقش داشتند. مدیران عامل شرکت‌های خودروسازهای دولتی و خصوصی، رئیس انجمن خودروسازان، نمایندگانی از انجمن قطعه سازان، ریاست سازمان گسترش و نوسازی صنایع کشور، برخی معاونت‌های وزارت صنایع و همچنین عده‌ای از کارشناسان و نخبگان صنعت خودرو، از جمله اعضای تشکیل دهنده ستاد سیاست گذاری خودرو در آن دوره بودند. این ستاد تقریباً در تمامی مسائل کلان صنعت خودرو تصمیم‌گیری کرده و با نظر جمع، مصوباتی را جهت اجرا ابلاغ می‌کرد.
این ستاد در دوران وزرای بعدی صنایع (محمدرضا نعمت‌زاده، اسحاق جهانگیری) با اندکی تغییر در ترکیب شورا (از جمله حذف همه خودروسازان خصوصی بجز کرمان خودرو) به فعالیت خود ادامه می‌داد. خارج کردن پیکان از خط تولید از جمله تصمیمات این ستاد بود. در دوران وزارت طهماسب مظاهری تنها یک جلسه از این شورا تشکیل گردید.
وزیر صنایع خبر تشکیل شورای سیاستگذاری خودرو را در بهمن ۱۳۸۶ اعلام کرد و ترکیب آن را به شرح ذیل در فروردین سال بعد ابلاغ نمود:
- مهرداد بذرپاش (مدیرعامل شرکت سایپا)
- حسن کابلی مدیرکل صنایع ماشین سازی و نیرومحرکه وزارت صنایع
- مظفر اعوانی (معاون بهره‌برداری و نوسازی سازمان گسترش و نوسازی صنایع ایران)
- دبیر شورا، جواد نجم‌الدین (رئیس هیئت‌مدیره شرکت ایران خودرو)
- رحیم اسماعیلی دانا (عضو هیئت مدیره شرکت ایران‌خودرو)
- علی ملک (عضو هیئت‌مدیره شرکت سایپا)
- محمدرضا روشنی‌مقدم (عضو هیئت‌مدیره شرکت سایپا)
- همایون ریاحی چالشتری (عضو هیئت‌مدیره شرکت ایران‌خودرو)
- برزو مختاری (عضو هیئت‌مدیره شرکت ایران‌خودرو)
- احمد نعمت‌بخش (دبیر انجمن خودروسازان ایران)
- محمدباقر رجال (دبیر انجمن سازندگان قطعات خودرو)

### مقایسه صنعت خودروی ایران و کره جنوبی
اولین شرکت خودروسازی ایرانی ایران خودرو فعلی بود که در سال ۱۳۴۱ خورشیدی یا ۱۹۶۲ میلادی توسط برادران خیامی تأسیس و در سال ۱۹۶۷ میلادی اولین خودروی خود با نام پیکان را تحت برند ایران ناسیونال روانه بازار کرد. پس از چند سال شرکت‌های سیتروئن، رنو، فورد و بسیاری دیگر از کشورهای نیز با توجه به رشد صنعتی و افزایش طبقه متوسط در ایران، دست با تولید خودرو در ایران زده و این مسئله تا جایی پیش رفت که خودروی فوق لوکسی مانند کادیلاک سویل (معادل کادیلاک سی‌تی‌اس فعلی) نیز در فهرست خودروهای تولید ایران قرار گرفت.
پس از جنگ نیز ساخت خودروهایی مانند پژو ۲۰۶ (پرفروش‌ترین خودروی اروپا در سال‌های ۲۰۰۱ تا ۲۰۰۳)، سیتروئن زانتیا (Xantia)، دوو سی‌یلو و ماتیز، پژو ۴۰۵ و فولکس‌واگن گل (VW Gol) صنعت خودروی ایران را نزدیک با سایر کشورهای آسیایی اما در حد مونتاژ نگاه داشت.
اما صنعت خودروسازی کره جنوبی که اولین بار در سالهای انتهایی دهه ۱۹۶۰ میلادی/انتهای دهه ۱۳۴۰ شمسی به‌طور جدی آغاز به کار کرد، به دلیل بهره‌گیری از تکنولوژی‌های روز و مدرن و تنها در کمتر از ۳ دهه، با برندهایی مانند کیا، هیوندای (Hyundai) و به تازگی جنسیس (Genesis) به ششمین تولیدکننده بزرگ و معتبر صنعت خودروسازی جهان تبدیل شده است.

## خودروسازان ایرانی

### حال

#### آرین پارس موتور
آرین پارس موتور که پیشتر واردکننده محصولات سواری میتسوبیشی بود، در حال حاضر در حال مونتاژ خودروهای تجاری جک و خودروی سواری لاماری ایما در واحد تولیدی خود در شهر خمین است.

#### ایران خودرو

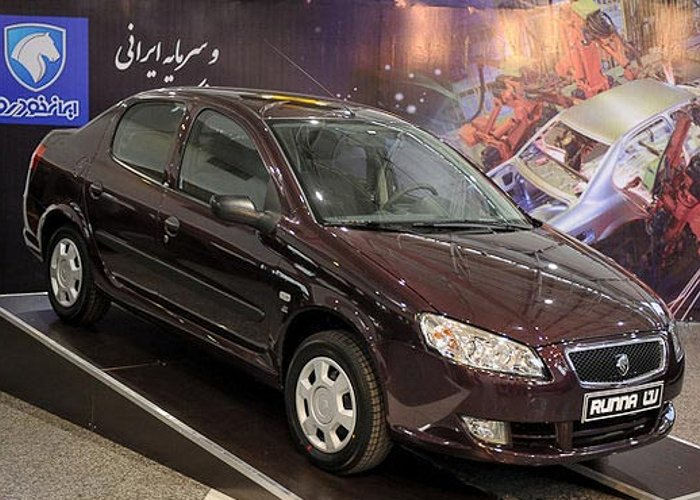
رانا سومین خودروی بومی ایران است؛ از برخی از امکانات آن می‌توان به دو کیسه هوا، ترمزهای ضد قفل، فرمان و شیشه‌بالابر برقی را نام برد.

شرکت ایران‌خودرو، که بزرگ‌ترین کارخانه اتومبیل‌سازی در ایران است، در سال ۱۳۴۱ با سرمایه ۱۰۰ میلیون ریال به ثبت رسید. تولید اولیه شرکت، اتوبوس‌های معروف به ال‌پی بود که شاسی آن از آلمان وارد می‌شد و با نصب اتاق بر روی آن مونتاژ می‌شد. در سال ۱۳۴۵ قراردادی با شرکت روتس انگلیس به منظور تولید پیکان، منعقد شد که یک سال بعد در ۲۴ اردیبهشت ۱۳۴۶ کارخانه خودروسازی به نام ایران ناسیونال با سرمایه حدود ۴۰۰ میلیون ریال تأسیس شد و شامل زمین، اعتبار بانکی، ماشین آلات نو و کهنه بود که قادر به مونتاژ روزانه ۱۰ دستگاه سواری و ۷ دستگاه اتوبوس و کامیون بود. از سال ۱۳۴۶ تا ۱۳۵۷ پیکان در مدل‌های مختلف کار، لوکس، جوانان، استیشن و وانت و همچنین اتوبوس‌ها در مدل‌های اتوبوس ۳۰۲ شهری، بیابانی و سوپرلوکس و مینی بوس و آمبولانس تولید می‌شد. پیکان اولین خودروی مونتاژی پرتیراژ کشور بود که تولید آن پس از حدود چهل سال در سال ۱۳۸۴ متوقف شد. پس از آن با خانه نشینی پیکان بود که پراید توانست با توجه به قیمت پایین آن به جایگزین مناسب پیکان برای قشر اصلی مصرف‌کنندگان ایرانی تبدیل شود.
پس از پیروزی انقلاب ۱۳۵۷ نام شرکت ایران ناسیونال به شرکت ایران خودرو تغییر یافت. به‌دنبال تعطیلی کارخانه تالبوت انگلستان شرکت ایران خودرو اقدام به خرید ماشین آلات خط تولید آن کرد و از آن به بعد اکثر قطعات خودرو پیکان در ایران تولید شد.
همزمان با ورود ماشین آلات شرکت تالبوت در سال ۱۳۶۷، قرارداد استفاده از قوای محرکه شرکت پژو و تولید پژو ۴۰۵ در ایران خودرو منعقد گردید. در سال ۱۳۷۶ نیز تولید اتومبیل پژو آردی و مینی بوس هیوندای و در سال ۱۳۷۸ تولید اتومبیل پژو پارس (پرشیا) و پژو استیشن در این کارخانه آغاز گشت. در ادامه این روند و در دهه ۱۳۸۰ به بعد نیز تولید خودروی سواری پژو ۲۰۶، خودروی ملی (سمند)، پژو ۲۰۷آی، ۲۰۶ صندوق‌دار با نام اس‌دی و تندر ۹۰ آغاز شد. همچنین می‌توان از رانا، دنا، تندر ۹۰ اتوماتیک بعنوان محصولات جدید ایران خودرو نام برد.

#### سایپا

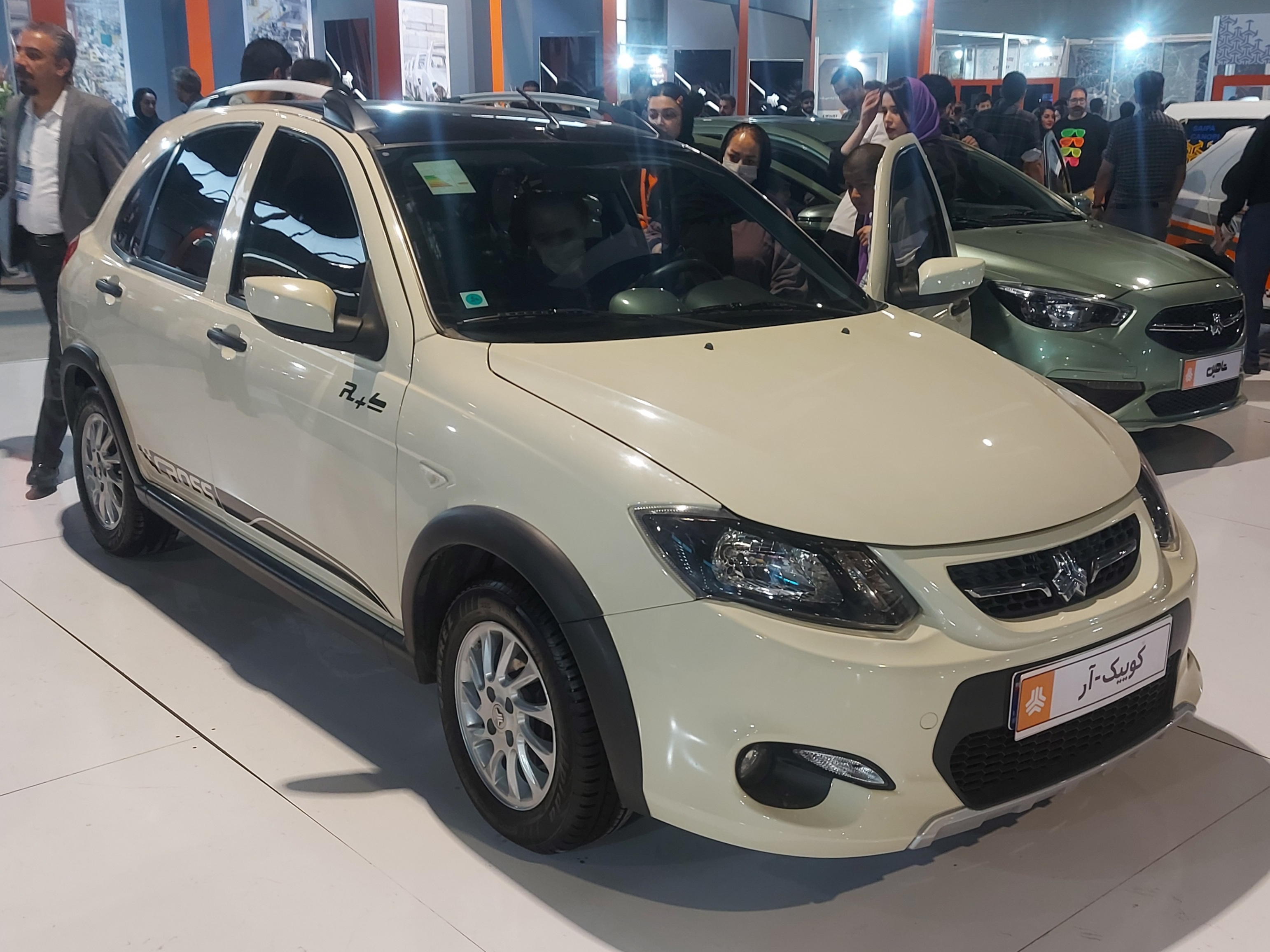
سایپا کوییک با تولید ۱۹۵٬۲۶۲ دستگاه، پرتیراژترین خودروی سال ۱۴۰۲ بود.

این شرکت در سال ۱۳۴۵ با سرمایه اولیه ۱۶۰ میلیون ریال به نام شرکت سهامی تولید اتومبیل سیتروئن ایران تأسیس شد و در اواخر سال ۱۳۴۷ به مرحله بهره‌برداری رسید. این شرکت تولید اولین محصولات خود را که شامل اتومبیل‌های ژیان، پیکاپ، مهاری و اتومبیل رنو ۵ در مدل‌های ۲ و ۴ در و فروش لوازم یدکی آنها نمود. تولیدات شرکت بعد از سال ۱۳۵۳ با استفاده از ابزارهای جدید و مکانیزه شدن برخی از بخش‌های تولیدی، سیر صعودی یافت و بر تنوع محصولات شرکت نیز افزوده شد. این شرکت از سال ۱۳۶۱ تولید وانت یک دیفرانسیل سایپا ۲۴ با موتور ۲۴۰۰ سی سی را آغاز نمود و از سال ۱۳۷۱ نیزعرضه اتومبیل رنو ۲۱ توسط این شرکت آغاز گردید که تا سال ۱۳۷۵ ادامه یافت و در سال بعد ۱۳۷۲ به دنبال قرارداد منعقده با شرکت کیا موتورز کره جنوبی این شرکت اقدام به مونتاژ و تولید اتومبیل پراید در دو مدل چهار در و پنج در نمود.
همچنین این شرکت در دهه ۸۰ اقدام به تولید اتومبیل سواری سیتروئن زانتیا و ریو محصول کیا موتور نمود که پس از اتمام قراداد با شرکتهای فرانسوی و کره ای خط تولید این خودروها متوقف گردید.
در اوایل سال ۱۳۵۴ نام شرکت با حذف کلمه سیتروئن از انتهای عبارت فرانسوی آن به شرکت سهامی ایرانی تولید اتومبیل و با نام اختصاری سایپا تغییر یافت. سایپا پس از انقلاب در تیر ماه ۵۸ به مالکیت دولت درآمد و از سال ۱۳۶۰ تحت سرپرستی سازمان گسترش و نوسازی صنایع ایران قرار گرفت. از سال ۱۳۷۷ به بعد، سایپا با خرید ۸۰ درصد سهام شرکت ایران کاوه، ۶۳٫۲ درصد سهام شرکت زامیاد و ۵۱ درصد سهام شرکت پارس خودرو به یک گروه خودروسازی بزرگ تبدیل شده است.

#### صنایع خودروسازی ایلیا
کارخانه تولیدی صنایع خودروسازی ایلیا در شهر صنعتی کاوه در استان مرکزی واقع شده است و قادر به تولید خودرو با ظرفیت اسمی سالانه ۱۵ هزار دستگاه می‌باشد. این شرکت در حال حاضر خودروی دایون وای۵ را تولید می‌کند. خدمات پس از فروش محصولات این شرکت بر عهده کیان موتور وارنا می‌باشد.

#### صنایع خودروسازی کرمان

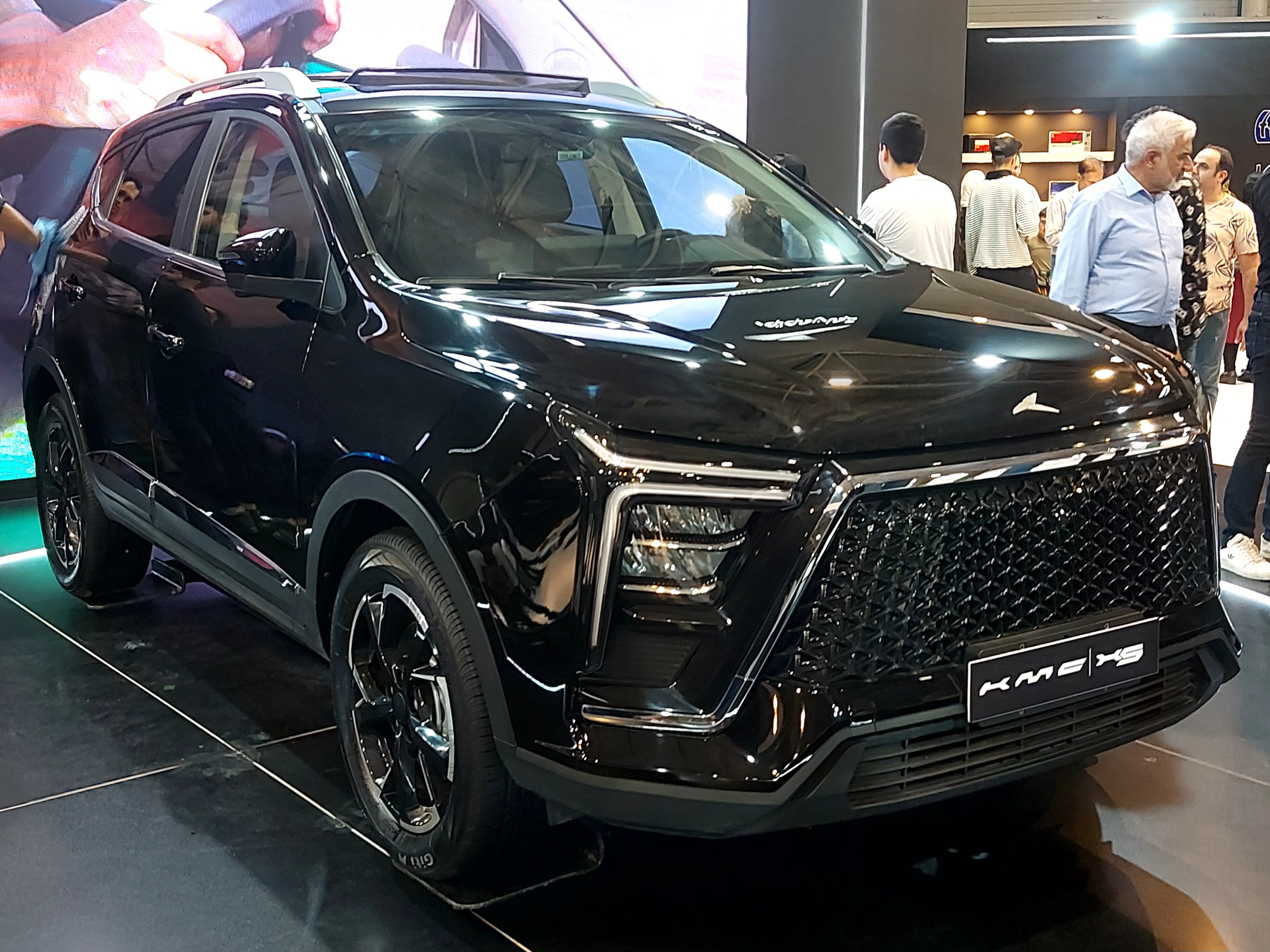
کی‌ام‌سی ایکس۵

این شرکت در آغاز همکاری با شرکت دوو بنیان‌گذاری و متعاقباً کارخانجات خودروسازی، قطعه سازی، رنگ و تزیینات داخلی، خدمات انبارداری، حمل و نقل، بیمه و فعالیت‌های دیگر مشتمل بر شرکت‌های گروه اقتصادی کرمان خودرو، کرمان موتور، خودروسازان بم، خودروسازان راین، کارمانیا، خدمات و تجارت بم خودرو، قوای محرکه، کادک، نگین بم، خودرومهر، آرمان موتورارگ، آرمان الکتریک، ارگ نخل کریمان، لیزینگ خودرومهرآسا، کی ویس و کارگزاری کارآمد ایجاد گردید. در حال حاضر این شرکت دارای ظرفیت تولید بالغ بر ۱۵۰ هزار خودرو در سال است.

#### فردا موتورز
این شرکت یکی از زیرمجموعه‌های گروه تجاری گلستان می‌باشد که در سال ۱۳۹۲ تأسیس شد و در ابتدا ایران خودرو محصولاتش را به این شرکت برون‌سپاری کرده بود. سمند و بعدها پژو پارس اولین محصولاتی بودند که خودروسازی فردا در کارخانه‌ای در استان سمنان تولید می‌کرد؛ تا این که در سال ۱۳۹۸ این شرکت اقدام به تولید و عرضه ام‌جی آرایکس۵ نمود، اما کمی بعد سایک موتور همکاری‌اش با این شرکت را قطع کرد.
پس از آن این شرکت روی به مونتاژ محصولات دانگ‌فنگ فنگ‌شینگ نمود. در ابتدا مدل اس‌ایکس۶ را روانه بازار کرد و بعدها مدل‌های اس‌ایکس۵، تی۵ و ام۴ را هم به خط تولید اضافه کرد. این شرکت همچنین مدتی چانگان آلسوین را با نام اف‌ام‌سی ۵۱۱ مونتاژ می‌کرد، اما پس از مدتی تولید این خودرو متوقف شد. این شرکت در حال حاضر دارای دو خط تولید در شهرهای سمنان و بروجرد است.

#### گروه بهمن
شرکت سهامی خاص کارخانجات اتومبیل سازی مزدا در سال ۱۳۳۱ بنام شرکت سهامی خلیج کوبا جهت امور حمل و نقل دریایی تأسیس شد و به موجب اجازه‌نامه وزارت صنایع ابتدا اقدام مونتاژ موتورسیکلت وسپا کرد. در سال ۱۳۴۹ تولیدات شرکت به ساخت خودروی وانت مزدا ۱۰۰۰ و بعدها مزدا ۱۶۰۰ و مزدا ۲۰۰۰ محصول شرکت مزدا ژاپن تغییر یافت و نام شرکت به شرکت سهامی اتومبیل سازی مزدا تغییر یافت. در دهه ۱۳۸۰ و ۱۳۹۰، این شرکت علاوه بر تولید وانت اقدام به تولید خودرو سواری مزدا ۳۲۳، مزدا ۲ و مزدا ۳ نمود.

#### مدیران خودرو

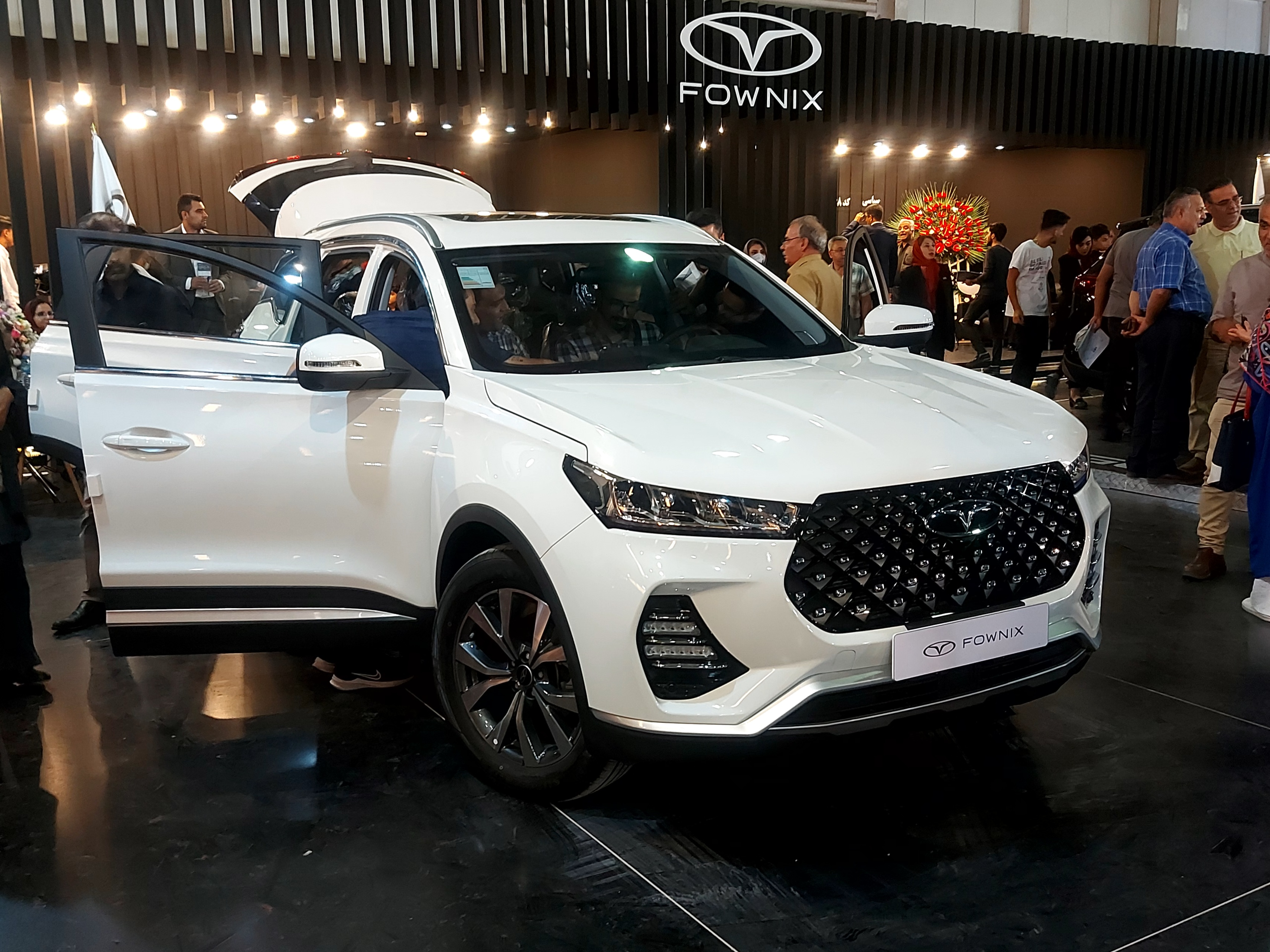
فونیکس تیگو ۷ پرو

### سابق

#### آذویکو
این شرکت اقدام به مونتاژ ام‌جی ۳۶۰ در دو مدل معمولی و توربو می‌کرد، اما بعد از مدتی شرکت سایک موتور همکاری‌اش با این شرکت را قطع کرد. پس از این هم برای مدت محدودی خودروی لوکسژن یو۶ را مونتاژ می‌کرد.

#### سناباد خودرو توس
در میانه‌های دهه ۱۳۸۰ شمسی، شرکتی به ظاهر خصوصی با نام سناباد خودرو توس و با همکاری ایران خودرو اقدام به تولید چری ای۱۵ در کیلومتر ۳۵ جاده مشهد-قوچان و عرضه آن به بازار ایران کرد (سهم ۶۵ درصدی برای سناباد و ۳۵ درصدی برای ایران‌خودرو). فروش و خدمات پس از فروش این خودرو نیز توسط برخی نمایندگی‌های منتخب ایران‌خودرو انجام می‌گرفت. تولید این خودرو در سال ۱۳۹۱ متوقف شد و فعالیت این شرکت نیز در همان سال متوقف شد. حرف‌هایی در خصوص بازگشایی فعالیت این شرکت شنیده می‌شود که هنوز به عمل نرسیده است.

#### سیف خودرو
این شرکت کار خود را با واردات محصولات سوبارو آغاز کرده بود، با خریداری خط تولید شرکت مرتب قصد داشت تا بیسو تی۳ و بیسو تی۵ را مونتاژ کند؛ اما تحریم‌ها باعث شد تا تی۵ هرگز تولید نشده و مونتاژ تی۳ هم در مقیاس محدودی صورت بگیرد. پس از این، این شرکت مدتی اس‌دبلیوام جی۰۱ را مونتاژ می‌کرد.

#### عظیم خودرو
این شرکت ابتدا در سال ۱۳۹۴ با وعده عرضه محصولات هاوال با پشتیبانی دیار خودرو پا به عرصه گذاشت، اما در نهایت مشکلات در روند اخذ مجوزهای واردات و دیگر مسائل مربوط به آن، باعث شد تا در کارهای واردات این خودروها مشکل ایجاد شود. به همین خاطر بسیاری از مشتریان اقدام به انصراف از خرید خود کردند و برخی دیگر خودروی ثبت‌نامی را با خودروهای موجود در بازار جایگزین کردند و برخی دیگر که هیچ‌یک از این گزینه‌ها راضی‌شان نمی‌کرد، با مراجعه به مراکز قضایی، از این شرکت خصوصی شکایت کردند و ترجیح دادند مراحل تحویل خودروها را از مراجع قانونی پیگیری کنند.
بعدتر و در سال ۱۳۹۷، این شرکت با محصولات شرکت هن‌تنگ و فوتون ساوانا بازگشت و مونتاژ این خودروها را در کارخانه زاگرس خودرو انجام می‌داد؛ اما در طی اتفاقاتی این کارخانه از این شرکت پس گرفته شد و بعدها به دست فردا موتورز افتاد.

#### کیش خودرو
کیش خودرو در سال ۱۳۷۹ اولین خودروی خودش یعنی سیناد را عرضه کرد. سیناد که نام آن از فرزندان مدیرعامل این شرکت یعنی سینا و نادر گرفته شده‌است دارای موتور ۱۶۰۰ سی‌سی ۸ سوپاپ رنو K7M بود که از نسل اول مگان گرفته شده بود. کیش خودرو بعد از چند سال نسخه فیس لیفت سیناد را با نام سیناد ۲ عرضه کرد و حتی قصد داشت خودروهایی با نام‌های سیناد کوپه، سیناد ویک (بر اساس رنو سینیک)، سیناد ۵ در و سیناد وانت را عرضه کند که به یکباره به دلیل مدیریت نادرست شرکت ورشکست شد و طرح‌های فوق در حد نمونه‌های مفهومی باقی ماندند. از سیناد و سیناد ۲ هم در مجموع فقط ۱۸۰۰ دستگاه (به اعتقاد برخی ۲۳۰۰ دستگاه) تولید شد.

#### مرتب خودرو
این شرکت در مهر ماه سال ۱۳۳۶ به منظور خرید و فروش و نمایندگی انواع خودرو تأسیس گردید و پس از پاره‌ای تغییرات در اساس‌نامه از سال ۱۳۴۹ به امر مونتاژ و تولید انواع اتومبیل‌های دو دیفرانسیل لندرور (وانت، آمبولانس، وانت استیشن) و قطعات یدکی ماشین آلات پرداخت. از سال ۱۳۸۰ نیز قراردادی با شرکت سانگ‌یانگ موتور کره جنوبی برای تولید خودروی موسو از سوی شرکت مرتب منعقد شد که به مرحله عملی نیز رسید. در سال‌های اخیر این شرکت علاوه بر تولید خودروی پاژن (لندرور) اقدام به تولید قطعات ماشین میل گاردان، صفحه کلاچ و… می‌نمود. خط تولید این شرکت بعدها توسط سیف خودرو خریداری شد.

## آمار سالانه تولید خودرو در ایران
| سال  | تولید     |  | ۰—۰٫۵ میلیون | ۰—۰٫۵ میلیون | ۰—۰٫۵ میلیون | ۰—۰٫۵ میلیون | ۰—۰٫۵ میلیون | ۰—۰٫۵ میلیون | ۰—۰٫۵ میلیون | ۰—۰٫۵ میلیون | ۰—۰٫۵ میلیون | ۰—۰٫۵ میلیون | ۰—۰٫۵ میلیون | ۰—۰٫۵ میلیون | ۰—۰٫۵ میلیون | ۰—۰٫۵ میلیون | ۰—۰٫۵ میلیون | ۰—۰٫۵ میلیون | ۰—۰٫۵ میلیون | ۰—۰٫۵ میلیون | ۰—۰٫۵ میلیون | ۰—۰٫۵ میلیون | ۰—۰٫۵ میلیون | ۰—۰٫۵ میلیون | ۰—۰٫۵ میلیون | ۰—۰٫۵ میلیون | ۰—۰٫۵ میلیون | ۰—۰٫۵ میلیون | ۰—۰٫۵ میلیون | ۰—۰٫۵ میلیون | ۰—۰٫۵ میلیون | ۰—۰٫۵ میلیون | ۰—۰٫۵ میلیون | ۰—۰٫۵ میلیون | ۰—۰٫۵ میلیون | ۰—۰٫۵ میلیون | ۰—۰٫۵ میلیون | ۰—۰٫۵ میلیون | ۰—۰٫۵ میلیون | ۰—۰٫۵ میلیون | ۰—۰٫۵ میلیون | ۰—۰٫۵ میلیون | ۰—۰٫۵ میلیون | ۰—۰٫۵ میلیون | ۰—۰٫۵ میلیون | ۰—۰٫۵ میلیون | ۰—۰٫۵ میلیون | ۰—۰٫۵ میلیون | ۰—۰٫۵ میلیون | ۰—۰٫۵ میلیون | ۰—۰٫۵ میلیون | ۰—۰٫۵ میلیون | ۰٫۵—۱ میلیون | ۰٫۵—۱ میلیون | ۰٫۵—۱ میلیون | ۰٫۵—۱ میلیون | ۰٫۵—۱ میلیون | ۰٫۵—۱ میلیون | ۰٫۵—۱ میلیون | ۰٫۵—۱ میلیون | ۰٫۵—۱ میلیون | ۰٫۵—۱ میلیون | ۰٫۵—۱ میلیون | ۰٫۵—۱ میلیون | ۰٫۵—۱ میلیون | ۰٫۵—۱ میلیون | ۰٫۵—۱ میلیون | ۰٫۵—۱ میلیون | ۰٫۵—۱ میلیون | ۰٫۵—۱ میلیون | ۰٫۵—۱ میلیون | ۰٫۵—۱ میلیون | ۰٫۵—۱ میلیون | ۰٫۵—۱ میلیون | ۰٫۵—۱ میلیون | ۰٫۵—۱ میلیون | ۰٫۵—۱ میلیون | ۰٫۵—۱ میلیون | ۰٫۵—۱ میلیون | ۰٫۵—۱ میلیون | ۰٫۵—۱ میلیون | ۰٫۵—۱ میلیون | ۰٫۵—۱ میلیون | ۰٫۵—۱ میلیون | ۰٫۵—۱ میلیون | ۰٫۵—۱ میلیون | ۰٫۵—۱ میلیون | ۰٫۵—۱ میلیون | ۰٫۵—۱ میلیون | ۰٫۵—۱ میلیون | ۰٫۵—۱ میلیون | ۰٫۵—۱ میلیون | ۰٫۵—۱ میلیون | ۰٫۵—۱ میلیون | ۰٫۵—۱ میلیون | ۰٫۵—۱ میلیون | ۰٫۵—۱ میلیون | ۰٫۵—۱ میلیون | ۰٫۵—۱ میلیون | ۰٫۵—۱ میلیون | ۰٫۵—۱ میلیون | ۰٫۵—۱ میلیون | ۱—۱٫۵ میلیون | ۱—۱٫۵ میلیون | ۱—۱٫۵ میلیون | ۱—۱٫۵ میلیون | ۱—۱٫۵ میلیون | ۱—۱٫۵ میلیون | ۱—۱٫۵ میلیون | ۱—۱٫۵ میلیون | ۱—۱٫۵ میلیون | ۱—۱٫۵ میلیون | ۱—۱٫۵ میلیون | ۱—۱٫۵ میلیون | ۱—۱٫۵ میلیون | ۱—۱٫۵ میلیون | ۱—۱٫۵ میلیون | ۱—۱٫۵ میلیون | ۱—۱٫۵ میلیون | ۱—۱٫۵ میلیون | ۱—۱٫۵ میلیون | ۱—۱٫۵ میلیون | ۱—۱٫۵ میلیون | ۱—۱٫۵ میلیون | ۱—۱٫۵ میلیون | ۱—۱٫۵ میلیون | ۱—۱٫۵ میلیون | ۱—۱٫۵ میلیون | ۱—۱٫۵ میلیون | ۱—۱٫۵ میلیون | ۱—۱٫۵ میلیون | ۱—۱٫۵ میلیون | ۱—۱٫۵ میلیون | ۱—۱٫۵ میلیون | ۱—۱٫۵ میلیون | ۱—۱٫۵ میلیون | ۱—۱٫۵ میلیون | ۱—۱٫۵ میلیون | ۱—۱٫۵ میلیون | ۱—۱٫۵ میلیون | ۱—۱٫۵ میلیون | ۱—۱٫۵ میلیون | ۱—۱٫۵ میلیون | ۱—۱٫۵ میلیون | ۱—۱٫۵ میلیون | ۱—۱٫۵ میلیون | ۱—۱٫۵ میلیون | ۱—۱٫۵ میلیون | ۱—۱٫۵ میلیون | ۱—۱٫۵ میلیون | ۱—۱٫۵ میلیون | ۱—۱٫۵ میلیون | ۱٫۵—۲ میلیون | ۱٫۵—۲ میلیون | ۱٫۵—۲ میلیون | ۱٫۵—۲ میلیون | ۱٫۵—۲ میلیون | ۱٫۵—۲ میلیون | ۱٫۵—۲ میلیون | ۱٫۵—۲ میلیون | ۱٫۵—۲ میلیون | ۱٫۵—۲ میلیون | ۱٫۵—۲ میلیون | ۱٫۵—۲ میلیون | ۱٫۵—۲ میلیون | ۱٫۵—۲ میلیون | ۱٫۵—۲ میلیون | ۱٫۵—۲ میلیون | ۱٫۵—۲ میلیون | ۱٫۵—۲ میلیون | ۱٫۵—۲ میلیون | ۱٫۵—۲ میلیون | ۱٫۵—۲ میلیون | ۱٫۵—۲ میلیون | ۱٫۵—۲ میلیون | ۱٫۵—۲ میلیون | ۱٫۵—۲ میلیون | ۱٫۵—۲ میلیون | ۱٫۵—۲ میلیون | ۱٫۵—۲ میلیون | ۱٫۵—۲ میلیون | ۱٫۵—۲ میلیون | ۱٫۵—۲ میلیون | ۱٫۵—۲ میلیون | ۱٫۵—۲ میلیون | ۱٫۵—۲ میلیون | ۱٫۵—۲ میلیون | ۱٫۵—۲ میلیون | ۱٫۵—۲ میلیون | ۱٫۵—۲ میلیون | ۱٫۵—۲ میلیون | ۱٫۵—۲ میلیون | ۱٫۵—۲ میلیون | ۱٫۵—۲ میلیون | ۱٫۵—۲ میلیون | ۱٫۵—۲ میلیون | ۱٫۵—۲ میلیون | ۱٫۵—۲ میلیون | ۱٫۵—۲ میلیون | ۱٫۵—۲ میلیون | ۱٫۵—۲ میلیون | ۱٫۵—۲ میلیون |  |
| ---- | --------- |  | ------------ | ------------ | ------------ | ------------ | ------------ | ------------ | ------------ | ------------ | ------------ | ------------ | ------------ | ------------ | ------------ | ------------ | ------------ | ------------ | ------------ | ------------ | ------------ | ------------ | ------------ | ------------ | ------------ | ------------ | ------------ | ------------ | ------------ | ------------ | ------------ | ------------ | ------------ | ------------ | ------------ | ------------ | ------------ | ------------ | ------------ | ------------ | ------------ | ------------ | ------------ | ------------ | ------------ | ------------ | ------------ | ------------ | ------------ | ------------ | ------------ | ------------ | ------------ | ------------ | ------------ | ------------ | ------------ | ------------ | ------------ | ------------ | ------------ | ------------ | ------------ | ------------ | ------------ | ------------ | ------------ | ------------ | ------------ | ------------ | ------------ | ------------ | ------------ | ------------ | ------------ | ------------ | ------------ | ------------ | ------------ | ------------ | ------------ | ------------ | ------------ | ------------ | ------------ | ------------ | ------------ | ------------ | ------------ | ------------ | ------------ | ------------ | ------------ | ------------ | ------------ | ------------ | ------------ | ------------ | ------------ | ------------ | ------------ | ------------ | ------------ | ------------ | ------------ | ------------ | ------------ | ------------ | ------------ | ------------ | ------------ | ------------ | ------------ | ------------ | ------------ | ------------ | ------------ | ------------ | ------------ | ------------ | ------------ | ------------ | ------------ | ------------ | ------------ | ------------ | ------------ | ------------ | ------------ | ------------ | ------------ | ------------ | ------------ | ------------ | ------------ | ------------ | ------------ | ------------ | ------------ | ------------ | ------------ | ------------ | ------------ | ------------ | ------------ | ------------ | ------------ | ------------ | ------------ | ------------ | ------------ | ------------ | ------------ | ------------ | ------------ | ------------ | ------------ | ------------ | ------------ | ------------ | ------------ | ------------ | ------------ | ------------ | ------------ | ------------ | ------------ | ------------ | ------------ | ------------ | ------------ | ------------ | ------------ | ------------ | ------------ | ------------ | ------------ | ------------ | ------------ | ------------ | ------------ | ------------ | ------------ | ------------ | ------------ | ------------ | ------------ | ------------ | ------------ | ------------ | ------------ | ------------ | ------------ | ------------ | ------------ | ------------ | ------------ | ------------ | ------------ | ------------ | ------------ | ------------ |  |
| ۱۹۷۰ | ۳۵٬۰۰۰    |  |              |              |              |              |              |              |              |              |              |              |              |              |              |              |              |              |              |              |              |              |              |              |              |              |              |              |              |              |              |              |              |              |              |              |              |              |              |              |              |              |              |              |              |              |              |              |              |              |              |              |              |              |              |              |              |              |              |              |              |              |              |              |              |              |              |              |              |              |              |              |              |              |              |              |              |              |              |              |              |              |              |              |              |              |              |              |              |              |              |              |              |              |              |              |              |              |              |              |              |              |              |              |              |              |              |              |              |              |              |              |              |              |              |              |              |              |              |              |              |              |              |              |              |              |              |              |              |              |              |              |              |              |              |              |              |              |              |              |              |              |              |              |              |              |              |              |              |              |              |              |              |              |              |              |              |              |              |              |              |              |              |              |              |              |              |              |              |              |              |              |              |              |              |              |              |              |              |              |              |              |              |              |              |              |              |              |              |              |              |              |              |              |              |              |              |              |              |              |              |              |  |
| ۱۹۸۰ | ۱۶۱٬۰۰۰   |  |              |              |              |              |              |              |              |              |              |              |              |              |              |              |              |              |              |              |              |              |              |              |              |              |              |              |              |              |              |              |              |              |              |              |              |              |              |              |              |              |              |              |              |              |              |              |              |              |              |              |              |              |              |              |              |              |              |              |              |              |              |              |              |              |              |              |              |              |              |              |              |              |              |              |              |              |              |              |              |              |              |              |              |              |              |              |              |              |              |              |              |              |              |              |              |              |              |              |              |              |              |              |              |              |              |              |              |              |              |              |              |              |              |              |              |              |              |              |              |              |              |              |              |              |              |              |              |              |              |              |              |              |              |              |              |              |              |              |              |              |              |              |              |              |              |              |              |              |              |              |              |              |              |              |              |              |              |              |              |              |              |              |              |              |              |              |              |              |              |              |              |              |              |              |              |              |              |              |              |              |              |              |              |              |              |              |              |              |              |              |              |              |              |              |              |              |              |              |              |              |  |
| ۱۹۹۰ | ۴۴٬۶۶۵    |  |              |              |              |              |              |              |              |              |              |              |              |              |              |              |              |              |              |              |              |              |              |              |              |              |              |              |              |              |              |              |              |              |              |              |              |              |              |              |              |              |              |              |              |              |              |              |              |              |              |              |              |              |              |              |              |              |              |              |              |              |              |              |              |              |              |              |              |              |              |              |              |              |              |              |              |              |              |              |              |              |              |              |              |              |              |              |              |              |              |              |              |              |              |              |              |              |              |              |              |              |              |              |              |              |              |              |              |              |              |              |              |              |              |              |              |              |              |              |              |              |              |              |              |              |              |              |              |              |              |              |              |              |              |              |              |              |              |              |              |              |              |              |              |              |              |              |              |              |              |              |              |              |              |              |              |              |              |              |              |              |              |              |              |              |              |              |              |              |              |              |              |              |              |              |              |              |              |              |              |              |              |              |              |              |              |              |              |              |              |              |              |              |              |              |              |              |              |              |              |              |  |
| ۲۰۰۰ | ۲۷۷٬۹۸۵   |  |              |              |              |              |              |              |              |              |              |              |              |              |              |              |              |              |              |              |              |              |              |              |              |              |              |              |              |              |              |              |              |              |              |              |              |              |              |              |              |              |              |              |              |              |              |              |              |              |              |              |              |              |              |              |              |              |              |              |              |              |              |              |              |              |              |              |              |              |              |              |              |              |              |              |              |              |              |              |              |              |              |              |              |              |              |              |              |              |              |              |              |              |              |              |              |              |              |              |              |              |              |              |              |              |              |              |              |              |              |              |              |              |              |              |              |              |              |              |              |              |              |              |              |              |              |              |              |              |              |              |              |              |              |              |              |              |              |              |              |              |              |              |              |              |              |              |              |              |              |              |              |              |              |              |              |              |              |              |              |              |              |              |              |              |              |              |              |              |              |              |              |              |              |              |              |              |              |              |              |              |              |              |              |              |              |              |              |              |              |              |              |              |              |              |              |              |              |              |              |              |  |
| ۲۰۰۵ | ۸۱۷٬۲۰۰   |  |              |              |              |              |              |              |              |              |              |              |              |              |              |              |              |              |              |              |              |              |              |              |              |              |              |              |              |              |              |              |              |              |              |              |              |              |              |              |              |              |              |              |              |              |              |              |              |              |              |              |              |              |              |              |              |              |              |              |              |              |              |              |              |              |              |              |              |              |              |              |              |              |              |              |              |              |              |              |              |              |              |              |              |              |              |              |              |              |              |              |              |              |              |              |              |              |              |              |              |              |              |              |              |              |              |              |              |              |              |              |              |              |              |              |              |              |              |              |              |              |              |              |              |              |              |              |              |              |              |              |              |              |              |              |              |              |              |              |              |              |              |              |              |              |              |              |              |              |              |              |              |              |              |              |              |              |              |              |              |              |              |              |              |              |              |              |              |              |              |              |              |              |              |              |              |              |              |              |              |              |              |              |              |              |              |              |              |              |              |              |              |              |              |              |              |              |              |              |              |              |  |
| ۲۰۰۶ | ۹۰۴٬۵۰۰   |  |              |              |              |              |              |              |              |              |              |              |              |              |              |              |              |              |              |              |              |              |              |              |              |              |              |              |              |              |              |              |              |              |              |              |              |              |              |              |              |              |              |              |              |              |              |              |              |              |              |              |              |              |              |              |              |              |              |              |              |              |              |              |              |              |              |              |              |              |              |              |              |              |              |              |              |              |              |              |              |              |              |              |              |              |              |              |              |              |              |              |              |              |              |              |              |              |              |              |              |              |              |              |              |              |              |              |              |              |              |              |              |              |              |              |              |              |              |              |              |              |              |              |              |              |              |              |              |              |              |              |              |              |              |              |              |              |              |              |              |              |              |              |              |              |              |              |              |              |              |              |              |              |              |              |              |              |              |              |              |              |              |              |              |              |              |              |              |              |              |              |              |              |              |              |              |              |              |              |              |              |              |              |              |              |              |              |              |              |              |              |              |              |              |              |              |              |              |              |              |              |  |
| ۲۰۰۷ | ۹۹۷٬۲۴۰   |  |              |              |              |              |              |              |              |              |              |              |              |              |              |              |              |              |              |              |              |              |              |              |              |              |              |              |              |              |              |              |              |              |              |              |              |              |              |              |              |              |              |              |              |              |              |              |              |              |              |              |              |              |              |              |              |              |              |              |              |              |              |              |              |              |              |              |              |              |              |              |              |              |              |              |              |              |              |              |              |              |              |              |              |              |              |              |              |              |              |              |              |              |              |              |              |              |              |              |              |              |              |              |              |              |              |              |              |              |              |              |              |              |              |              |              |              |              |              |              |              |              |              |              |              |              |              |              |              |              |              |              |              |              |              |              |              |              |              |              |              |              |              |              |              |              |              |              |              |              |              |              |              |              |              |              |              |              |              |              |              |              |              |              |              |              |              |              |              |              |              |              |              |              |              |              |              |              |              |              |              |              |              |              |              |              |              |              |              |              |              |              |              |              |              |              |              |              |              |              |              |  |
| ۲۰۰۸ | ۱٬۰۵۱٬۴۳۰ |  |              |              |              |              |              |              |              |              |              |              |              |              |              |              |              |              |              |              |              |              |              |              |              |              |              |              |              |              |              |              |              |              |              |              |              |              |              |              |              |              |              |              |              |              |              |              |              |              |              |              |              |              |              |              |              |              |              |              |              |              |              |              |              |              |              |              |              |              |              |              |              |              |              |              |              |              |              |              |              |              |              |              |              |              |              |              |              |              |              |              |              |              |              |              |              |              |              |              |              |              |              |              |              |              |              |              |              |              |              |              |              |              |              |              |              |              |              |              |              |              |              |              |              |              |              |              |              |              |              |              |              |              |              |              |              |              |              |              |              |              |              |              |              |              |              |              |              |              |              |              |              |              |              |              |              |              |              |              |              |              |              |              |              |              |              |              |              |              |              |              |              |              |              |              |              |              |              |              |              |              |              |              |              |              |              |              |              |              |              |              |              |              |              |              |              |              |              |              |              |              |  |
| ۲۰۰۹ | ۱٬۳۹۵٬۴۲۱ |  |              |              |              |              |              |              |              |              |              |              |              |              |              |              |              |              |              |              |              |              |              |              |              |              |              |              |              |              |              |              |              |              |              |              |              |              |              |              |              |              |              |              |              |              |              |              |              |              |              |              |              |              |              |              |              |              |              |              |              |              |              |              |              |              |              |              |              |              |              |              |              |              |              |              |              |              |              |              |              |              |              |              |              |              |              |              |              |              |              |              |              |              |              |              |              |              |              |              |              |              |              |              |              |              |              |              |              |              |              |              |              |              |              |              |              |              |              |              |              |              |              |              |              |              |              |              |              |              |              |              |              |              |              |              |              |              |              |              |              |              |              |              |              |              |              |              |              |              |              |              |              |              |              |              |              |              |              |              |              |              |              |              |              |              |              |              |              |              |              |              |              |              |              |              |              |              |              |              |              |              |              |              |              |              |              |              |              |              |              |              |              |              |              |              |              |              |              |              |              |              |  |
| ۲۰۱۰ | ۱٬۵۹۹٬۴۵۴ |  |              |              |              |              |              |              |              |              |              |              |              |              |              |              |              |              |              |              |              |              |              |              |              |              |              |              |              |              |              |              |              |              |              |              |              |              |              |              |              |              |              |              |              |              |              |              |              |              |              |              |              |              |              |              |              |              |              |              |              |              |              |              |              |              |              |              |              |              |              |              |              |              |              |              |              |              |              |              |              |              |              |              |              |              |              |              |              |              |              |              |              |              |              |              |              |              |              |              |              |              |              |              |              |              |              |              |              |              |              |              |              |              |              |              |              |              |              |              |              |              |              |              |              |              |              |              |              |              |              |              |              |              |              |              |              |              |              |              |              |              |              |              |              |              |              |              |              |              |              |              |              |              |              |              |              |              |              |              |              |              |              |              |              |              |              |              |              |              |              |              |              |              |              |              |              |              |              |              |              |              |              |              |              |              |              |              |              |              |              |              |              |              |              |              |              |              |              |              |              |              |  |
| ۲۰۱۱ | ۱٬۶۴۸٬۵۰۵ |  |              |              |              |              |              |              |              |              |              |              |              |              |              |              |              |              |              |              |              |              |              |              |              |              |              |              |              |              |              |              |              |              |              |              |              |              |              |              |              |              |              |              |              |              |              |              |              |              |              |              |              |              |              |              |              |              |              |              |              |              |              |              |              |              |              |              |              |              |              |              |              |              |              |              |              |              |              |              |              |              |              |              |              |              |              |              |              |              |              |              |              |              |              |              |              |              |              |              |              |              |              |              |              |              |              |              |              |              |              |              |              |              |              |              |              |              |              |              |              |              |              |              |              |              |              |              |              |              |              |              |              |              |              |              |              |              |              |              |              |              |              |              |              |              |              |              |              |              |              |              |              |              |              |              |              |              |              |              |              |              |              |              |              |              |              |              |              |              |              |              |              |              |              |              |              |              |              |              |              |              |              |              |              |              |              |              |              |              |              |              |              |              |              |              |              |              |              |              |              |              |  |
| ۲۰۱۲ | ۱٬۰۰۰٬۸۹۰ |  |              |              |              |              |              |              |              |              |              |              |              |              |              |              |              |              |              |              |              |              |              |              |              |              |              |              |              |              |              |              |              |              |              |              |              |              |              |              |              |              |              |              |              |              |              |              |              |              |              |              |              |              |              |              |              |              |              |              |              |              |              |              |              |              |              |              |              |              |              |              |              |              |              |              |              |              |              |              |              |              |              |              |              |              |              |              |              |              |              |              |              |              |              |              |              |              |              |              |              |              |              |              |              |              |              |              |              |              |              |              |              |              |              |              |              |              |              |              |              |              |              |              |              |              |              |              |              |              |              |              |              |              |              |              |              |              |              |              |              |              |              |              |              |              |              |              |              |              |              |              |              |              |              |              |              |              |              |              |              |              |              |              |              |              |              |              |              |              |              |              |              |              |              |              |              |              |              |              |              |              |              |              |              |              |              |              |              |              |              |              |              |              |              |              |              |              |              |              |              |              |  |
| ۲۰۱۳ | ۷۴۳٬۶۴۷   |  |              |              |              |              |              |              |              |              |              |              |              |              |              |              |              |              |              |              |              |              |              |              |              |              |              |              |              |              |              |              |              |              |              |              |              |              |              |              |              |              |              |              |              |              |              |              |              |              |              |              |              |              |              |              |              |              |              |              |              |              |              |              |              |              |              |              |              |              |              |              |              |              |              |              |              |              |              |              |              |              |              |              |              |              |              |              |              |              |              |              |              |              |              |              |              |              |              |              |              |              |              |              |              |              |              |              |              |              |              |              |              |              |              |              |              |              |              |              |              |              |              |              |              |              |              |              |              |              |              |              |              |              |              |              |              |              |              |              |              |              |              |              |              |              |              |              |              |              |              |              |              |              |              |              |              |              |              |              |              |              |              |              |              |              |              |              |              |              |              |              |              |              |              |              |              |              |              |              |              |              |              |              |              |              |              |              |              |              |              |              |              |              |              |              |              |              |              |              |              |              |  |
| ۲۰۱۴ | ۱٬۰۹۰٬۸۴۶ |  |              |              |              |              |              |              |              |              |              |              |              |              |              |              |              |              |              |              |              |              |              |              |              |              |              |              |              |              |              |              |              |              |              |              |              |              |              |              |              |              |              |              |              |              |              |              |              |              |              |              |              |              |              |              |              |              |              |              |              |              |              |              |              |              |              |              |              |              |              |              |              |              |              |              |              |              |              |              |              |              |              |              |              |              |              |              |              |              |              |              |              |              |              |              |              |              |              |              |              |              |              |              |              |              |              |              |              |              |              |              |              |              |              |              |              |              |              |              |              |              |              |              |              |              |              |              |              |              |              |              |              |              |              |              |              |              |              |              |              |              |              |              |              |              |              |              |              |              |              |              |              |              |              |              |              |              |              |              |              |              |              |              |              |              |              |              |              |              |              |              |              |              |              |              |              |              |              |              |              |              |              |              |              |              |              |              |              |              |              |              |              |              |              |              |              |              |              |              |              |              |  |
| ۲۰۱۵ | ۹۸۲٬۳۳۷   |  |              |              |              |              |              |              |              |              |              |              |              |              |              |              |              |              |              |              |              |              |              |              |              |              |              |              |              |              |              |              |              |              |              |              |              |              |              |              |              |              |              |              |              |              |              |              |              |              |              |              |              |              |              |              |              |              |              |              |              |              |              |              |              |              |              |              |              |              |              |              |              |              |              |              |              |              |              |              |              |              |              |              |              |              |              |              |              |              |              |              |              |              |              |              |              |              |              |              |              |              |              |              |              |              |              |              |              |              |              |              |              |              |              |              |              |              |              |              |              |              |              |              |              |              |              |              |              |              |              |              |              |              |              |              |              |              |              |              |              |              |              |              |              |              |              |              |              |              |              |              |              |              |              |              |              |              |              |              |              |              |              |              |              |              |              |              |              |              |              |              |              |              |              |              |              |              |              |              |              |              |              |              |              |              |              |              |              |              |              |              |              |              |              |              |              |              |              |              |              |              |  |
| ۲۰۱۶ | ۱٬۱۶۴٬۷۱۰ |  |              |              |              |              |              |              |              |              |              |              |              |              |              |              |              |              |              |              |              |              |              |              |              |              |              |              |              |              |              |              |              |              |              |              |              |              |              |              |              |              |              |              |              |              |              |              |              |              |              |              |              |              |              |              |              |              |              |              |              |              |              |              |              |              |              |              |              |              |              |              |              |              |              |              |              |              |              |              |              |              |              |              |              |              |              |              |              |              |              |              |              |              |              |              |              |              |              |              |              |              |              |              |              |              |              |              |              |              |              |              |              |              |              |              |              |              |              |              |              |              |              |              |              |              |              |              |              |              |              |              |              |              |              |              |              |              |              |              |              |              |              |              |              |              |              |              |              |              |              |              |              |              |              |              |              |              |              |              |              |              |              |              |              |              |              |              |              |              |              |              |              |              |              |              |              |              |              |              |              |              |              |              |              |              |              |              |              |              |              |              |              |              |              |              |              |              |              |              |              |              |  |
| ۲۰۱۷ | ۱٬۵۱۵٬۳۹۶ |  |              |              |              |              |              |              |              |              |              |              |              |              |              |              |              |              |              |              |              |              |              |              |              |              |              |              |              |              |              |              |              |              |              |              |              |              |              |              |              |              |              |              |              |              |              |              |              |              |              |              |              |              |              |              |              |              |              |              |              |              |              |              |              |              |              |              |              |              |              |              |              |              |              |              |              |              |              |              |              |              |              |              |              |              |              |              |              |              |              |              |              |              |              |              |              |              |              |              |              |              |              |              |              |              |              |              |              |              |              |              |              |              |              |              |              |              |              |              |              |              |              |              |              |              |              |              |              |              |              |              |              |              |              |              |              |              |              |              |              |              |              |              |              |              |              |              |              |              |              |              |              |              |              |              |              |              |              |              |              |              |              |              |              |              |              |              |              |              |              |              |              |              |              |              |              |              |              |              |              |              |              |              |              |              |              |              |              |              |              |              |              |              |              |              |              |              |              |              |              |              |  |
| ۲۰۱۸ | ۱٬۳۴۲٬۰۰۰ |  |              |              |              |              |              |              |              |              |              |              |              |              |              |              |              |              |              |              |              |              |              |              |              |              |              |              |              |              |              |              |              |              |              |              |              |              |              |              |              |              |              |              |              |              |              |              |              |              |              |              |              |              |              |              |              |              |              |              |              |              |              |              |              |              |              |              |              |              |              |              |              |              |              |              |              |              |              |              |              |              |              |              |              |              |              |              |              |              |              |              |              |              |              |              |              |              |              |              |              |              |              |              |              |              |              |              |              |              |              |              |              |              |              |              |              |              |              |              |              |              |              |              |              |              |              |              |              |              |              |              |              |              |              |              |              |              |              |              |              |              |              |              |              |              |              |              |              |              |              |              |              |              |              |              |              |              |              |              |              |              |              |              |              |              |              |              |              |              |              |              |              |              |              |              |              |              |              |              |              |              |              |              |              |              |              |              |              |              |              |              |              |              |              |              |              |              |              |              |              |              |  |

## بازار فروش و تولیدات بومی

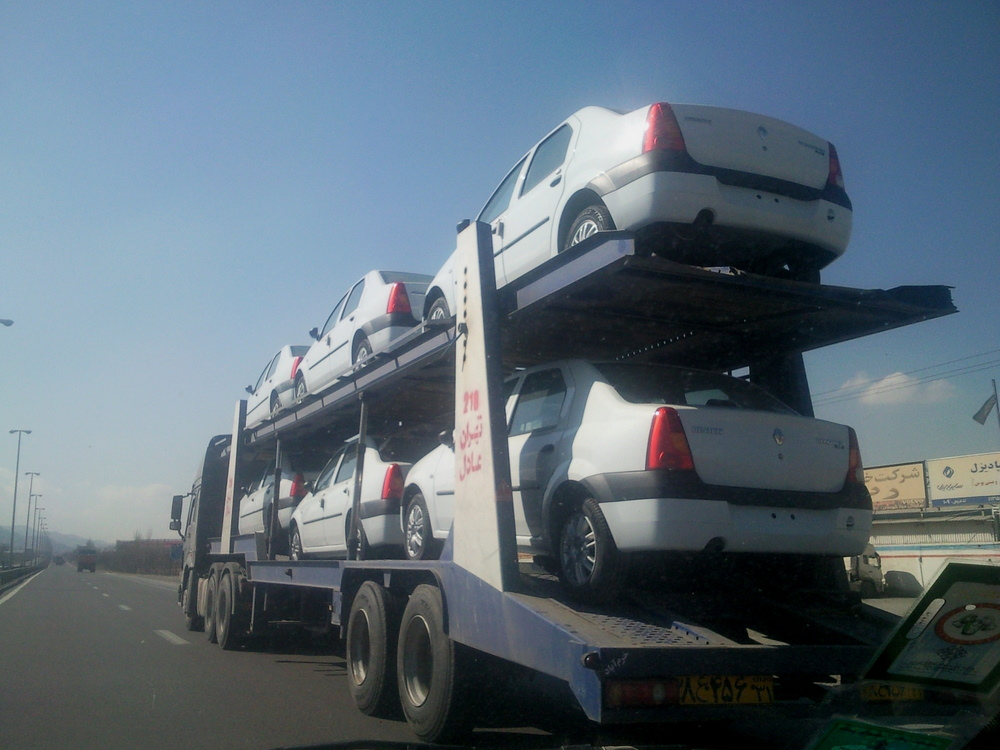
یک کامیون در حال حمل خودروهای ایرانی صفر کیلومتر

در سال ۲۰۰۸، سازمان گسترش و نوسازی صنایع ایران آگهی داد که ۵۴٪ تولیدات خودروی ایران متعلق به سایپا و ۴۶٪ آن متعلق به ایران خودرو است. با اینکه هر دو شرکت در بورس اوراق بهادار تهران فهرست شده‌اند اما هنوز دولت صاحب ۴۰٪ هر دو شرکت است. در ژولای ۲۰۱۰، دولت ۱۸٪ سهام ایران خودرو و سایپا را با قیمت ۲ میلیارد دلار فروخت و سهام خود را در هر دو شرکت به ۲۰٪ رسانید.
دیگر خودروسازها مانند خودروسازی مدیران خودرو، شرکت آذهایتکس، گروه بهمن، کرمان موتور، رخش خودرو، کیش خودرو، رانیران، زاگرس خودرو، تراکتورسازی، شهاب خودرو و دیگران، روی هم فقط ۶٪ خودروهای ایران را می‌سازند؛ این شرکت‌ها تنوع گوناگونی از گونه‌های خودرو می‌سازند:موتورسیکلت، خودروهای مسافری، ون‌ها، کامیون‌های کوچک، کامیون‌های اندازه متوسط، کامیون‌های سنگین، مینی‌بوس‌ها، اتوبوس‌های بزرگ و دیگر خودروهای تجاری و عمومی برای تأمین نیاز کشور.
در سال ۱۳۹۱ تولید خودرو در ایران به شدت کاهش یافت. خودروسازان علت این کاهش را افزایش هزینه‌ها به دلیل اجرای طرح هدفمند کردن یارانه‌ها، افزایش نرخ ارز و تحریم‌های اقتصادی ایران عنوان کردند. در هشت ماه اول سال ۱۳۹۱ تولید خودرو در ایران نسبت به سال پیش تقریباً نصف شد و به ۶۰۶ هزار و ۳۷۱ دستگاه رسید. 
ارتباط بین صنعت خودروسازی با بخش‌های گوناگون اجتماعی و اقتصادی این باور را تقویت می‌کند که در ایران، خودروسازی و صنایع مرتبط با آن، موتور محرک صنعت کشور هستند و از ارکان اصلی اقتصاد و تجارت به‌شمار می‌روند.

### صادرات
در سال ۲۰۰۷ ایران حدود ۵۰۰ میلیون دلار خودرو صادر کرده است؛ تا مارس ۲۰۰۹، این رقم به ۱ میلیارد دلار رسید. طبق اعلام سخنگوی گمرک ایران در سال ۱۳۹۸، صنعت خودروی ایران ۱۳۰۰ دستگاه خودرو به ارزش ۵ میلیون و ۷۲۲ هزار دلار صادرات خودرو به ۹ کشور جهان از جمله عراق، سوریه، ترکیه، چین، هنگ کنگ، تایوان، اسپانیا و امارات صادر کرده است.

## سرمایه‌گذاری خارجی و واردات

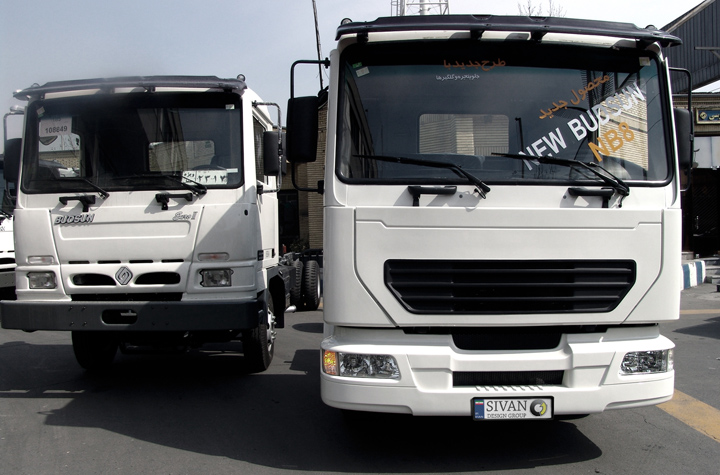
سایپا دیزل آذرسان (نیو بادسان) NB8 (راست) در مقابل سایپا دیزل بادسان (چپ)

بیش از ۲۵ خودروساز در ایران وجود دارد که به‌طور فعال خودروهای سبک و سنگین را تولید می‌کنند. آنها با شرکت‌هایی مانند دانگ‌فنگ (چین)، پژو، سیتروئن (فرانسه)، فولکس‌واگن (آلمان)، نیسان (ژاپن)، کیا موتورز (کره جنوبی)، پروتون (مالزی)، چری (چین) و بسیاری دیگر از تولیدکنندگان تثبیت شده وسایل نقلیه سبک و سنگین مانند رنو (فرانسه)، مرسدس-بنز (آلمان)، دوو و هیوندای (کره جنوبی) سرمایه‌گذاری مشترک داشته‌اند. خودروساز ایتالیایی فیات نیز اعلام کرده بود که قصد دارد تولید سدان سی‌ینا خود را در سال ۲۰۰۸ در ایران آغاز کند.
چری اتومبیل (چین) در اوت ۲۰۰۷ وارد یک سرمایه‌گذاری مشترک ۳۷۰ میلیون دلاری با ایران خودرو برای تولید خودرو برای بازارهای غرب و جنوب آسیا شد. قرار بود خودروسازی چری ۳۰ درصد و ایران خودرو ۴۹ درصد سرمایه‌گذاری را در اختیار داشته باشند همچنین Solitac، یک شرکت صوری کانادایی، ۲۱ درصد باقی مانده از سرمایه‌گذاری را در اختیار داشته باشد. همچنین قرار بود کارخانه در شهر بابل ایران باشد. قرارداد فوق با مخالفت وزیر صنایع روبه‌رو شد. آن‌هوئی آنکای اتومبیل (همچنین از چین) در ژانویه ۲۰۰۸ قراردادی را با ارگ دیزل ایران امضا کرد تا ۶۰۰ اتوبوس به ارزش ۵۱٫۳۵ میلیون یورو به آن عرضه کند. قرارداد قرار بود تا اکتبر ۲۰۰۸ تکمیل شود.
ایران سالانه به ۴۰۰۰ اتوبوس برای حمل و نقل داخلی خود نیاز دارد. از دهه ۱۹۷۰، ایران تعدادی اتوبوس مختلف مانند مرسدس و مان آلمانی و همچنین اسکانیا و ولوو سوئدی که به سراسر آسیا صادر کرده است، تولید کرده است. دوو باس و سبلان خودرو مایوان برای ساخت اتوبوس در ایران با یکدیگر همکاری کردند. این کارخانه قرار بود تا مارس ۲۰۱۰ تکمیل شود، ظرفیت تولید ۲۰۰۰ اتوبوس در سال داشته باشد و در ۱۸ ماه پس از افتتاح، حدود ۸۰۰ اتوبوس شهری و بین شهری تولید کند. بر اساس این توافق، موتورها و گیربکس‌ها در کره جنوبی تولید خواهند شد. تولید به‌طور فزاینده‌ای به ایران منتقل می‌شود، جایی که حدود ۶۰ درصد قطعات در آنجا ساخته می‌شود.

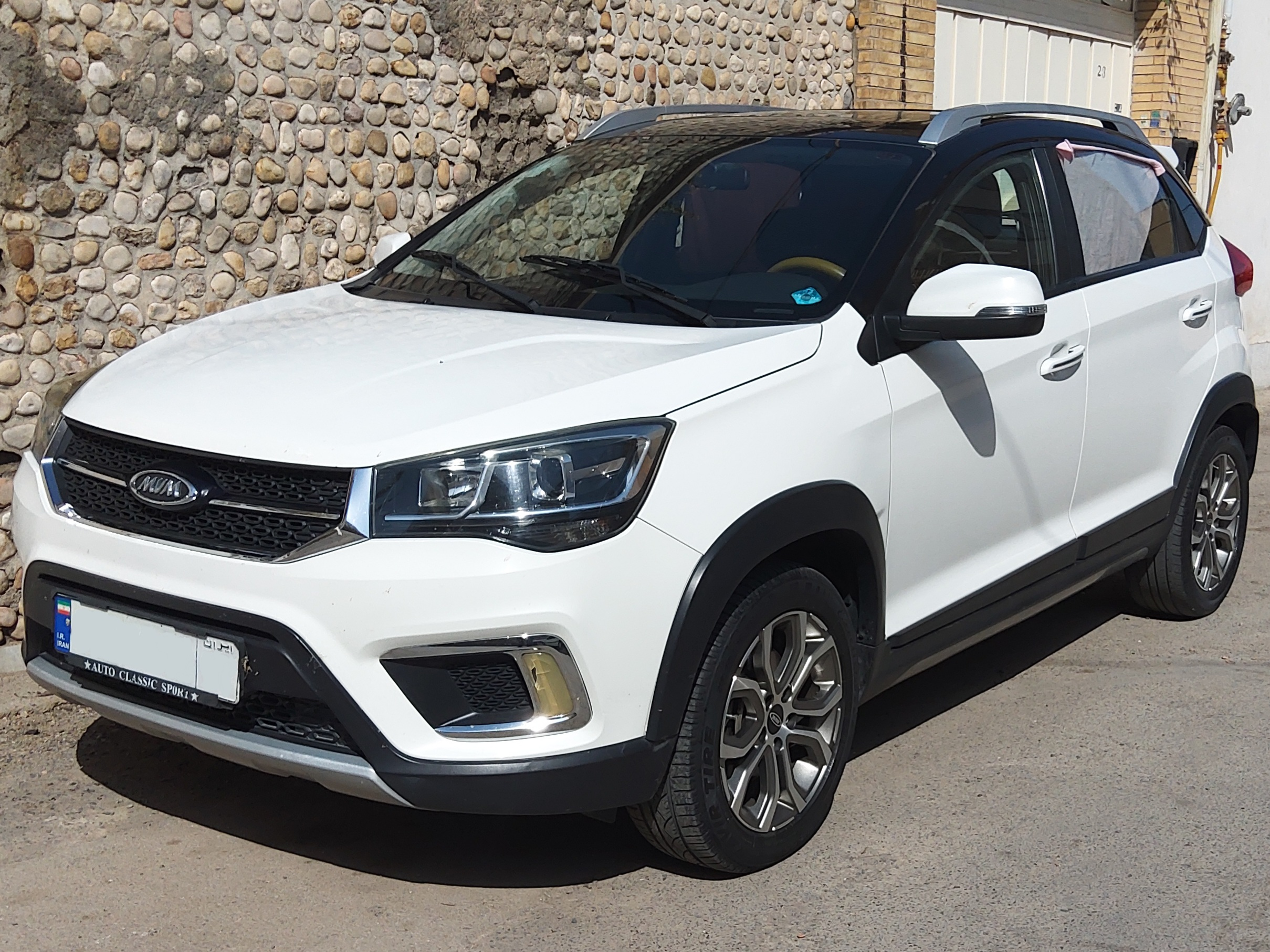
پس از شدت گرفتن تحریم‌های آمریکا علیه صنعت خودروی ایران، چینی‌ها از خروج برندهای مطرح استفاده نموده و جای پای خود را در بازار ایران محکم کردند. با خروج آمریکا از برجام و ممنوعیت مقطعی واردات خودرو، این مسئله تشدید شد. ام‌وی‌ام ایکس۲۲ (در تصویر) با تولید ۳۱٬۷۱۹ دستگاه در سال ۱۴۰۲، پرتیراژترین خودروی چینی مونتاژی در ایران بود.

از سال ۲۰۱۶ و پس از لغو تحریم‌های بین‌المللی، نزدیک به ۴۰ خودروساز خارجی، از جمله پژو، مرسدس و تویوتا، در حال بررسی استفاده از ایران به‌عنوان قطبی برای صادرات ME و منطقه‌ای خود بودند. با این حال، پس از بازگشت تحریم‌ها، چینی‌ها بدل به تنها شرکای خارجی خودروسازان ایرانی شدند و در فاصله سال‌های ۱۳۹۸ تا ۱۴۰۳، همچون سال‌های قبل و حتی بیشتر از آن، مدل‌های جدید چینی روانه بازار ایران شدند. این مونتاژ، غالباً بدون انتقال تکنولوژی بوده و ایران را به مصرف‌کننده محصولات چینی بدل می‌نمود.

### واردات
واردات خودرو از ۱۸۴ میلیون دلار در سال ۲۰۰۲ به ۱٫۵ میلیارد دلار در سال ۲۰۰۷ افزایش یافته است. در سال ۲۰۰۶، دولت سطح تعرفه واردات خودرو را برای خودروهای سبک به ۹۰ درصد کاهش داد و از آن زمان هجوم عظیمی از خودروهای وارداتی در کشور مشاهده شد. سطح تعرفه واردات خودروهای سنگین به دلیل سطح پایین تولید داخلی و تقاضای بالا، حتی کمتر از ۲۰ درصد است و همچنین برعکس خودروهای سبک، امکان واردات خودروهای سنگین به‌صورت دست دوم نیز میسر است. در نتیجه، برندهای مختلف خارج از کشور در حال حاضر به ایران وارد می‌شوند.
پس از لغو تحریم‌های بین‌المللی، خودروساز فرانسوی رنو در سال ۲۰۱۶ بیش از ۹۳ هزار خودرو (واحدهای تمام ساخته و CKD) به ایران وارد کرد. گروه پی‌اس‌ای ۳۰ درصد از بازار ایران را پوشش می‌داد؛ در حالی که سهم رنو ۵ درصد بود.
در سال ۱۳۹۷ با تشدید تحریم‌ها و وقوع مشکلات ارزی شدید دولت تصمیم به ممنوعیت واردات خودرو گرفت. این تصمیم‌گیری شامل کلیه خودروهای وارداتی اعم از هیبریدی و غیر هیبریدی بوده و واردات خودرو تنها به صورت CKD امکان‌پذیر می‌باشد. در تاریخ ۲۴ شهریور ۱۴۰۰ نمایندگان مجلس با ۱۷۲ رأی موافق، ۳۸ رأی مخالف و ۳ رأی ممتنع از مجموع ۲۴۳ نماینده حاضر در صحن علنی با اصلاحات کمیسیون صنایع و معادن در ماده ۴ طرح ساماندهی صنعت خودرو دربارهٔ واردات خودرو به منظور تأمین نظر شورای نگهبان موافقت کردند.

## ضعف در کیفیت خودرو
به‌دلیل مدیریت دولتی و همچنین انحصار ناشی از تعرفه‌های وارداتی، صنعت خودروسازی ایران دچار عقب‌ماندگی که از این دست می‌توان به موارد زیر اشاره کرد:

### عقب‌ماندگی در حوزه پیشرانه
باوجود آنکه در خودروسازی روز جهان، شرکت خودروسازی یافت نمی‌شود که حتی تولیدکننده یک مدل خودرو با حجم موتور بیش از ۲ لیتر نباشد؛ اما ایران‌خودرو و سایپا به‌دلایل فوق، همچنین به‌دلیل فشار دولت‌ها بر خودروسازان جهت جلوگیری از تولید خودروها با موتور قوی که خود به‌دلیل تملک پالایشگاه‌ها توسط دولت‌ها و شبه‌دولت‌ها و تلاش آنان برای صادرات بنزین می‌باشد؛ به‌علاوه، عدم سرمایه‌گذاری خودروسازان ایران در تحقیق و توسعه و ارتباط با دانشگاه‌ها در حوزه تولید موتورهای قدرتمند و به‌روز، این شرکت‌ها در این زمینه دچار عقب‌ماندگی جدی گردیده‌اند.

### عقب‌ماندگی در حوزه گیربکس

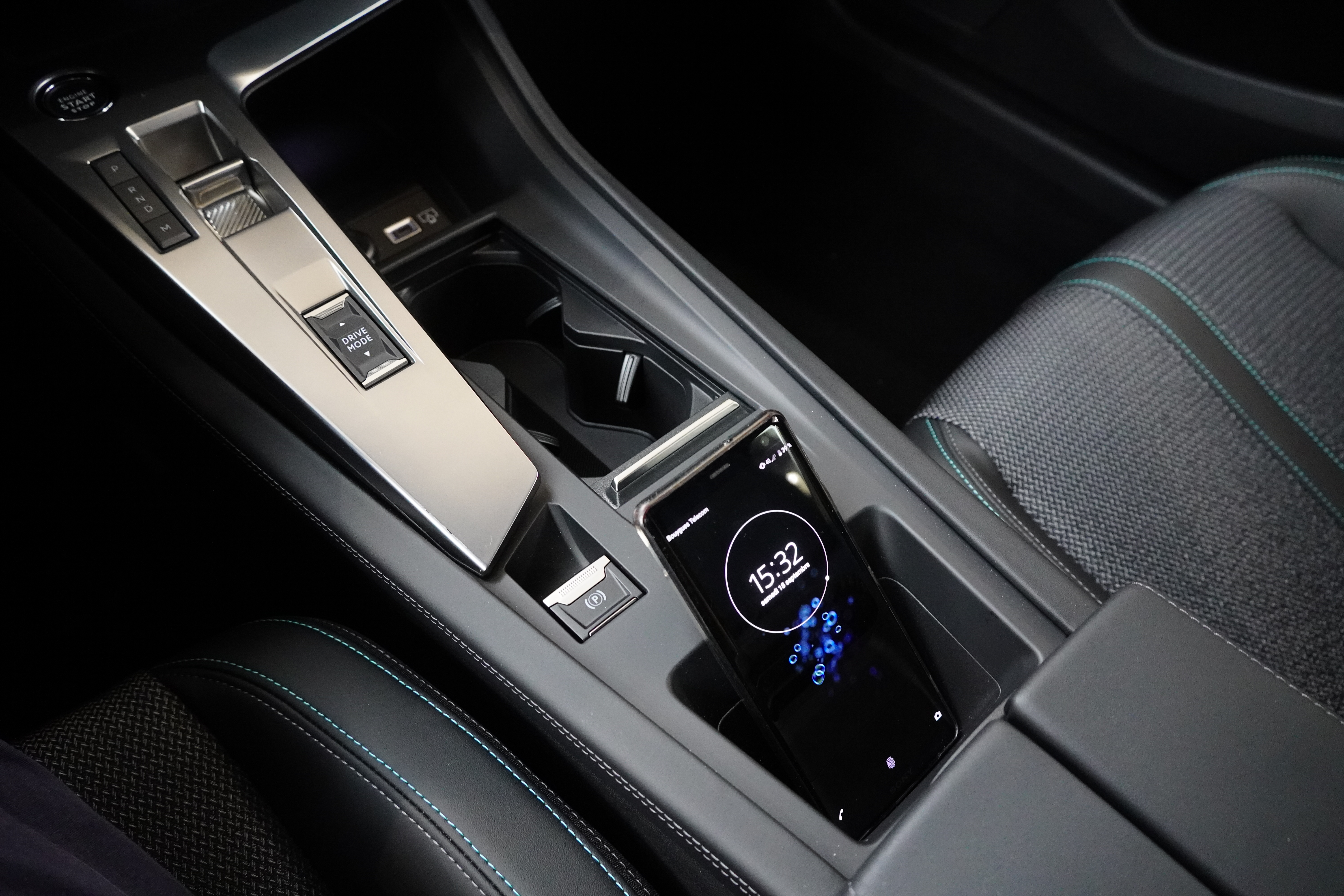
پژو ۳۰۸ نسل سه مدل ۲۰۲۱، در بیشتر خودروهای کنونی اهرم دنده اتوماتیک جای خود را به چند دکمه داده است.

امروزه در بازار جهانی به‌ندرت خودرویی با گیربکس دستی می‌توان یافت؛ به‌طوری‌که، اکنون کمتر از ۳٪ خودروهای فروخته‌شده در ایالات متحده، از گونه دنده دستی هستند. به‌علاوه در بیشتر خودروهای روز جهان حتی اهرم دنده‌های اتوماتیک نیز حذف گردیده و جای خود را به چند دکمه در کنار نمایشگر یا سامانه تهویه خودرو داده است. اما ایران‌خودرو و سایپا تاکنون حتی موفق به طراحی و ساخت گیربکس اتوماتیک ۴-سرعته نسل اول هم نشده‌اند و خودرو های داخلی با گیربکس نیمه اتوماتیک روانه بازار میشود.

### عقب‌ماندگی در حوزه ایمنی

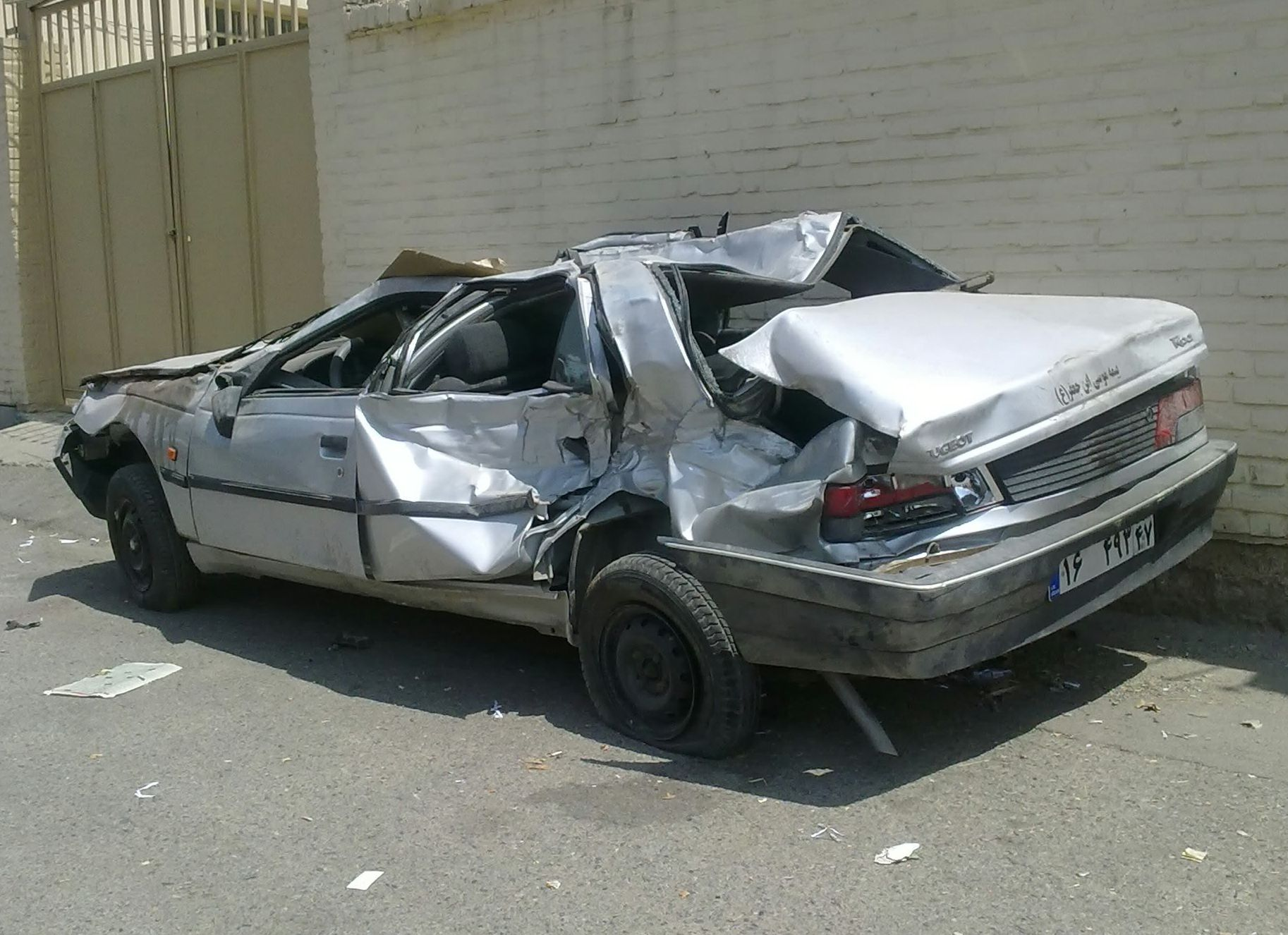
ایمنی کم پژو روا از محصولات قدیمی ایران خودرو

درحالی‌که در خودروهای کنونی جهان، شاید نتوان خودرویی را یافت که کمتر از ۶ ایربگ داشته باشد؛ همچنین اکنون شرکت‌های مطرح خودروسازی مانند تویوتا، مرسدس-بنز، ب‌ام‌و، جنرال موتورز و غیره خودروهای خود را به بیش از ۱۰ ایربگ مجهز کرده‌اند اما بیشتر خودروهای ایرانی از تنها دو ایربگ برخوردار هستند. به‌علاوه از نظر استحکام بدنه نیز خودروهای ایرانی در پایین‌ترین درجه قرار دارند. عقب‌ماندگی و ضعف خودروهای ایرانی در حوزه ایمنی اصلی‌ترین عامل مرگ سالانه ۱۶۰۰۰ تا ۲۸۰۰۰ نفر در تصادف‌های جاده‌ای ایران بوده است. ایران در دوره ۲۱ مارس ۲۰۱۳ تا ۲۰ مارس ۲۰۱۴ میلادی، هم تراز با کشور رواندا در رده هشتمین کشور از لحاظ تعداد تلفات جاده‌ای را داشته است که از مهم‌ترین علت‌های این آمار ناامن بودن خودروها است که بخاطر انحصار، مونتاژ خودروهای قدیمی و ضعف مهندسی روی داده است. خودروهای ایرانی در موسسات معتبر مورد تست قرار نمی‌گیرند و ایمنی آنها مشخص نیست.
مقامات ارشد پلیس راهور، در اواخر سال ۱۴۰۰ و اوایل سال ۱۴۰۱ انتقادات تندی نسبت به ایمنی خودروهای داخلی کردند.از جمله در دی ماه ۱۴۰۰، رئیس پلیس راهور انتظامی، سید کمال هادیانفر با اشاره به اینکه ایربگ خودروها در حادثه تصادف زنجیره‌ای بهبهان باز نشد با انتقاد از خودروسازان پرسید: «چرا ارابه مرگ تولید می‌کنید؟».
در فروردین ۱۴۰۰، جانشین رئیس پلیس راهنمایی و رانندگی، سید تیمور حسینی، فاصله کیفیت خودروهای داخلی با استانداردهای روز دنیا را «کهکشانی» دانست و با انتقاد از خودروسازها گفت: «دیگر آن دوران که کاپوت و چراغ خطر را جابجا کنند و اسمش را بگذارند یک محصول جدید، گذشته است.».

## انحصار، فساد و مافیا
انحصار در صنعت خودروی ایران اشاره به مجموعه عواملی دارد که منجر به ایجاد بازار تک قطبی در صنعت خودروی ایران و در نتیجه کاهش کیفیت و افزایش بی رویهٔ قیمت محصولات شده است. دو قطب خودرو سازی ایران یعنی ایران خودرو و سایپا در راس فهرست انحصار گران هستند.
در اوایل دهه هشتاد با توجه به عدم وجود موانع برای واردات خودرو، محصولات خارجی با قیمت و کیفیت مناسبی در داخل کشور ارائه می‌شد که این مسئله باعث ورود شوک به دو قطب خودروسازی ایران یعنی سایپا و ایران خودرو شد و آن‌ها را وادار نمود تا محصولات جدیدی را به بازار عرضه کنند. عرضهٔ خودروهای جدیدی چون سمند، پارس، فیس لیفت‌های متعدد از خودروی پژو ۴۰۵ محصول همین دوران بودند در سال‌های اخیر اما با تکیه بر چتر حمایتی دولت که همان وضع محدودیت برای ورود خودروهای خارجی بود باعث شد تا این دو شرکت نه تنها تلاشی برای عرضهٔ محصولات جدید و با کیفیت بالاتر نکنند بلکه ضمن نگه داشتن خودروهای فوق‌العاده قدیمی در خط تولید خود، که تمامی آن‌ها به قرن گذشته میلادی برمی‌گشت، اقدام به بالابردن شدید قیمت و کاهش کیفیت این محصولات و حذف آپشن‌های آنان نمودند.
یگانه عامل ایجاد انحصار در بازار و صنعت خودروی ایران تحولات نرخ ارز و همین‌طور وضع تعرفه‌های سنگین گمرکی، بالغ بر ۱۰۰٪، از سوی دولت برای خودروهای وارداتی می‌باشد. این مسئله که بانی افزایش دوچندان بهای خودروهای وارداتی بود منجر شد تا قشر متوسط جامعه برای خرید خودرو در رنج قیمتی مناسب با درآمدشان انتخابی جز محصولات داخلی نداشته باشند.
بر طبق گزارش تحقیق و تفحص مجلس از دو شرکت مهم خودروسازی یعنی ایران خودرو و سایپا در ۳۰ اردیبهشت ۱۳۹۹، این دو شرکت با اتهامات زیر روبرو شدند:
1. ساختار «تو در توی» مالکیت
2. رابطه خودروسازان با قطعه سازان
3. فروش فولاد وارداتی در بازار
4. اتهام «تبانی» با قطعه سازان
5. مدیریت «دولتی–محفلی»
6. گرانی خودرو
7. فساد در پیش فروش؛ «رانت به دلالان و افراد ویژه»[۱۰۲]
8. سرمایه‌گذاری‌های سیاسی: ۹۰ میلیون دلاری که در سنگال سوخت[۱۰۳][۱۰۴][۱۰۵]

## آینده
ایران خودرو در حالی از موتورهای سه استوانه خود رونمایی و از برنامه‌های خود برای آن سخن گفت که صنعت خودروسازی در بخش پیشرانه به‌طور کلی در حال تحول بوده و اتحادیه اروپا نیز فروش خودروهای با پیشرانه درون‌سوز را از سال ۲۰۳۰ ممنوع خواهد کرد. همین موضوع سرمنشأ انتقاداتی به رویه خودروسازان ایرانی در قبال برقی شدن خودروها بود.
ایران خودرو و سایپا از چندین خودروی برقی رونمایی نموده اند که هیچکدام به ورطه تولید نرسیدند و در حد یک پیش‌نمونه باقی ماندند.
مهدی رجبعلی، مدیرعامل ایپکو (تحقیق و توسعه موتورهای ایران خودرو) از برنامه‌های این شرکت برای آینده صنعت خودرو سخن گفت. طبق گفته‌های او، این شرکت در برنامه کوتاه‌مدت خود بر روی اصلاح موتورهای دوگانه‌سوز سی‌ان‌جی و در برنامه بلندمدت خود بر روی خودروهای هیبرید و خودروهای با سوخت هیدروژن متمرکز خواهد بود. به گفته وی فاز مطالعاتی موتور بر پایه سوخت هیدروژن در این شرکت آغاز شده است.
با انتصاب عباس علی‌آبادی، مدیرعامل سابق مپنا به‌عنوان وزیر صنعت، معدن و تجارت، روند برقی‌سازی خودروها در ایران شتاب بیشتری گرفت و برنامه واردات خودرو نیز بیشتر به سمت مدل‌های برقی متمرکز شد. خودروسازان ایرانی در جریان دومین نمایشگاه تحول صنعت خودرو، از خودروهای برقی‌ای رونمایی کردند که بعضاً مدل بنزینی آنها نیز هنوز به خط تولید نرسیده بود (مانند اطلس برقی و ری‌را برقی). در حال حاضر، مهم‌ترین مانع بر سر راه خودروهای برقی در ایران کمبود ایستگاه‌های شارژ این خودروها تلقی می‌شود. تعداد ایستگاه‌های شارژ در ایران نسبتاً کم است و بیشتر آنها در شهرهای بزرگ مرکزی نظیر تهران و مشهد و شیراز مستقر هستند. این موضوع می‌تواند برای کاربران خودروهای الکتریکی در شهرهای کوچک و روستایی دسترسی به امکانات شارژ را دشوار کند.